# Marco Aurelio
 (in latino Caesar Marcus Aurelius Antoninus Augustus; nelle epigrafi: IMP·CAES·M·AVREL·ANTONINVS·AVG; Roma, 26 aprile 121 – Sirmio o Vindobona, 17 marzo 180), meglio conosciuto semplicemente come Marco Aurelio, è stato un imperatore, filosofo e scrittore romano. Su indicazione dell'imperatore Adriano, fu adottato nel 138 dal futuro suocero e zio acquisito Antonino Pio, che lo nominò co-erede al trono imperiale.
Nato Marco Annio Catilio Severo (Marcus Annius Catilius Severus), divenne Marco Annio Vero (Marcus Annius Verus) che era il nome di suo padre al momento del matrimonio con la propria cugina Faustina, e assunse quindi il nome di Marco Aurelio Cesare figlio dell'Augusto (Marcus Aurelius Caesar Augusti filius) durante l'impero di Antonino stesso.
Marco Aurelio fu imperatore dal 161 fino alla sua morte, avvenuta per malattia nel 180 a Sirmio secondo il contemporaneo Tertulliano o presso Vindobona. Fino al 169 mantenne la coreggenza dell'impero assieme a Lucio Vero, suo fratello adottivo nonché suo genero, anch'egli adottato da Antonino Pio. Dal 177, morto Lucio Vero, associò al trono suo figlio Commodo. È considerato dalla storiografia tradizionale come un sovrano illuminato, il quinto e ultimo dei cosiddetti "buoni imperatori" menzionati da Edward Gibbon. Il suo regno fu tuttavia funestato da conflitti bellici (guerre partiche e marcomanniche), da carestie e pestilenze.
Marco Aurelio è ricordato anche come importante filosofo stoico, autore dei Colloqui con sé stesso (Τὰ εἰς ἑαυτόν nell'originale in greco). Alcuni imperatori successivi utilizzarono il nome "Marco Aurelio" per accreditare un inesistente legame familiare con lui.

## Fonti biografiche, storiografia antica e moderna
Le principali fonti per la vita e il ruolo di Marco Aurelio sono frammentarie e spesso inaffidabili. Il gruppo più importante è rappresentato dalle biografie contenute nella Historia Augusta, composte in epoca successiva al IV secolo.
Le biografie derivate principalmente da fonti ormai perdute (come Mario Massimo), ma anche da Eutropio e Aurelio Vittore, ovvero quelle di Marco Aurelio, Adriano, Antonino Pio e Lucio Vero, sono ritenute accurate e affidabili.
Di Frontone, maestro di retorica di Marco e di vari funzionari di Antonino Pio, si conservano una serie di manoscritti irregolari, che coprono il periodo che va dal 138 al 166. Nei Colloqui con sé stesso Marco offre una finestra sulla sua vita interiore, ma gran parte dei libri risulta senza riferimenti cronologici e con pochi accenni al mondo esterno.
La più attendibile fra le fonti del periodo è Cassio Dione, che scrisse una storia di Roma dalla sua fondazione al 229, chiamata Historia romana. Altre fonti letterarie e giuridiche, come gli scritti del medico Galeno, le orazioni di Elio Aristide e le costituzioni imperiali dello stesso Marco Aurelio forniscono ulteriori informazioni sul contesto storico e sociale in cui visse l'imperatore. Epigrafi e monete possono integrarle, così come i numerosi reperti archeologici.

## Biografia

### Origini familiari

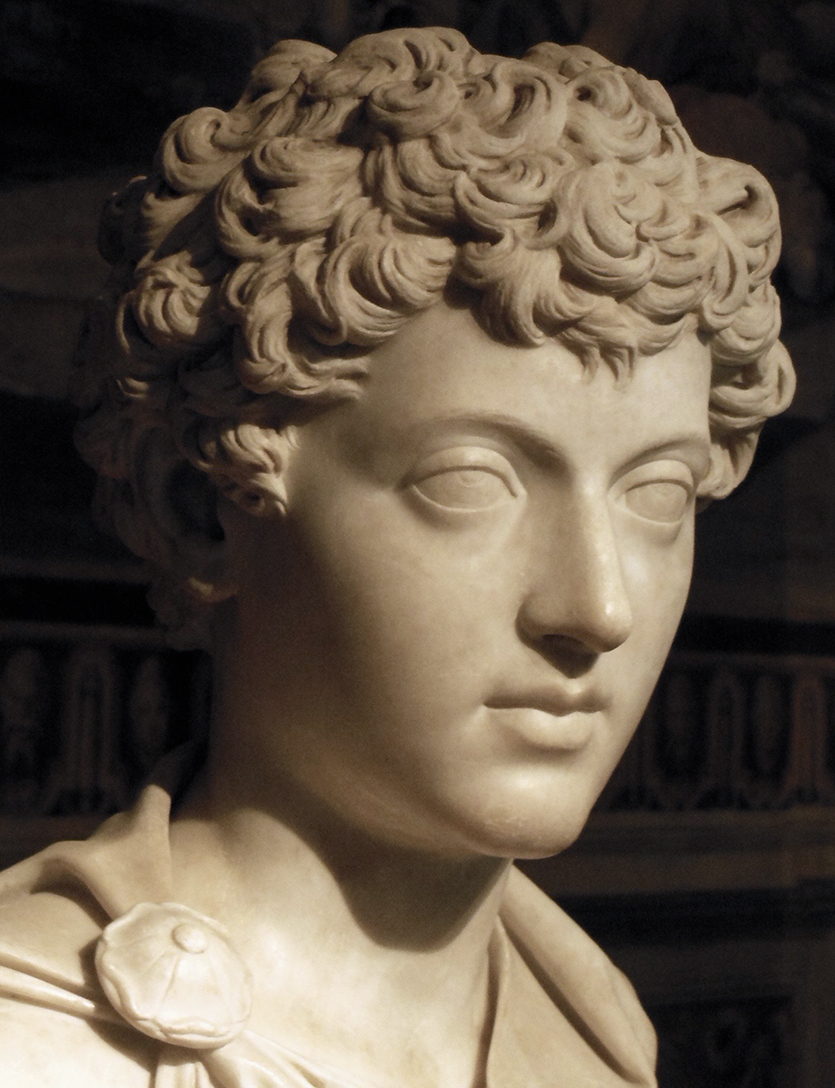
Un giovane Marco Aurelio (Musei Capitolini, Roma)

La famiglia di Marco era di origine romana, ma stabilita da tempo a Ucubi (Colonia Claritas Iulia Ucubi, odierna Espejo), una piccola cittadina della Spagna romana situata a sud est di Cordŭba. Essa salì alla ribalta alla fine del I secolo, quando il suo bisnonno, Marco Annio Vero, fu senatore e forse pretore. Nel 73–74, il nonno, anch'egli di nome Marco Annio Vero, fu elevato al rango di patrizio. Il terzo Marco Annio Vero, cioè suo padre, sposò Domizia Lucilla. Lucilla maggiore, la di lei nonna materna, aveva ereditato una grande fortuna, tra cui una fabbrica di mattoni (figlina) a Roma, attività alquanto redditizia in un'epoca in cui la città era interessata da una notevole espansione edilizia.
La famiglia della madre era di rango consolare, mentre quella del padre vantava addirittura una discendenza da Numa Pompilio.

### Infanzia e giovinezza (121–136)

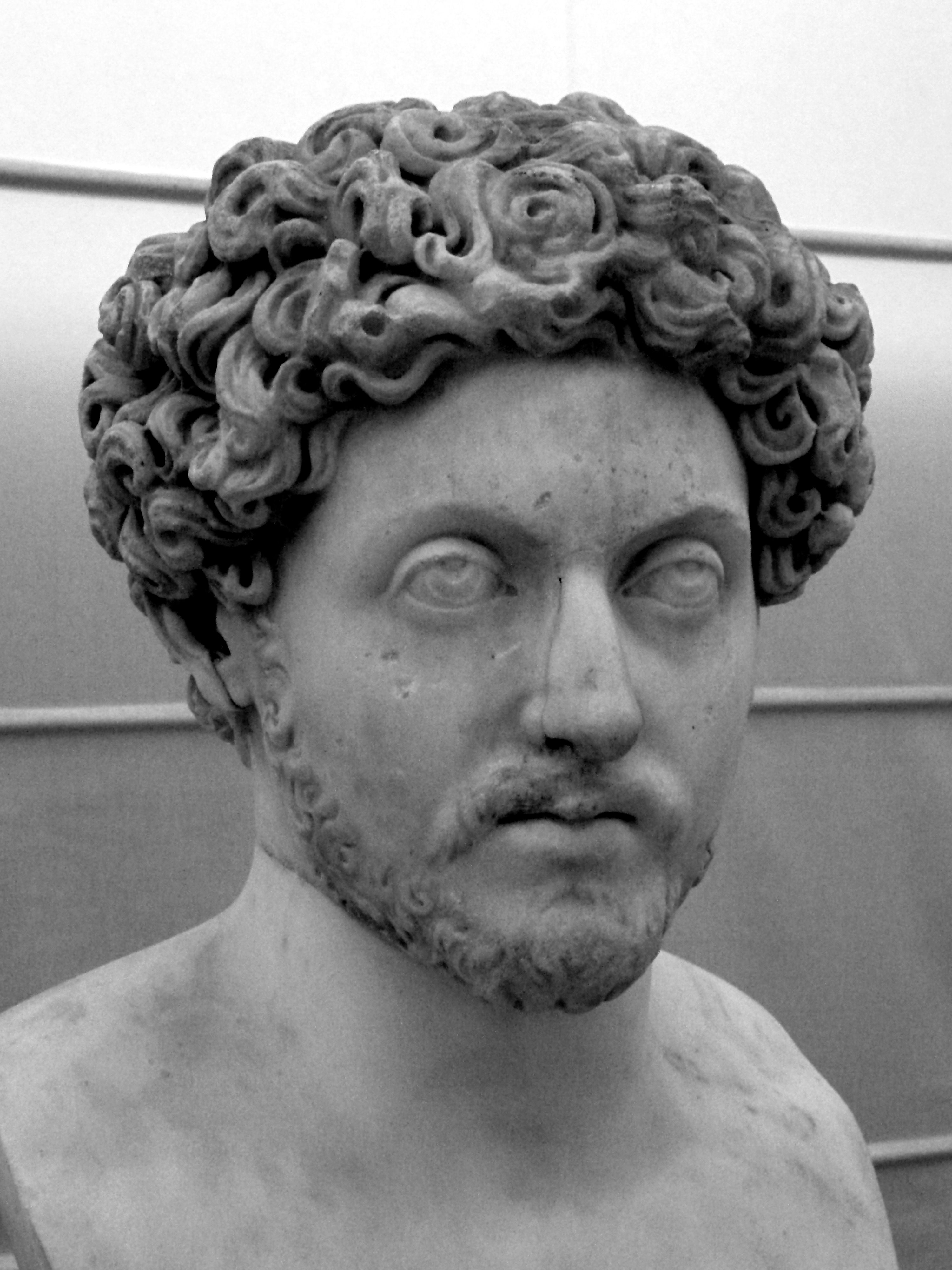
Busto di Marco Aurelio giovane uomo, Museo Archeologico Nazionale di Napoli, collezione Farnese. Il busto (fino al collo) è un rifacimento moderno.

Marco Aurelio nacque a Roma da Lucilla e Vero il 26 aprile del 121, secondo il calendario romano il sesto giorno prima delle calende di maggio, l'anno del secondo consolato di suo nonno Marco Annio Vero, corrispondente all'anno 874 dalla fondazione di Roma; la sorella, Annia Cornificia Faustina, nacque probabilmente nel 122 o nel 123. Il padre Annio Vero morì giovane, durante la sua pretura, presumibilmente nel 124, quando Marco aveva solo tre anni. Anche se difficilmente può averlo conosciuto, Marco Aurelio scrisse nelle sue Meditazioni che aveva imparato "modestia e virilità" dal ricordo di suo padre e dalla sua reputazione postuma. Lucilla non si risposò più.
La madre di Marco, come da usanza della nobilitas, trascorse poco tempo col figlio, affidandolo alle cure delle domestiche. Ciononostante, Marco accredita a sua madre l'insegnamento della pietà religiosa, la semplicità nella dieta e come evitare le vie dei ricchi. Nelle sue lettere Marco fa frequente e affettuoso riferimento alla madre, manifestandole la sua gratitudine, nonostante mia madre fosse condannata a morire giovane, trascorse i suoi ultimi anni di vita con me.
Dopo la morte del padre, il piccolo Marco Aurelio andò a stare dal nonno paterno Marco Annio Vero. Ma anche Lucio Catilio Severo, descritto come il "bisnonno materno" di Marco (probabilmente il patrigno o padre adottivo di Lucilla maggiore), partecipò alla sua istruzione. Marco crebbe nella casa dei suoi genitori, sul Celio, dove era nato, in un quartiere che avrebbe affettuosamente ricordato come il mio Celio.
Era una zona esclusiva, con pochi edifici pubblici e molte domus nobiliari fra cui il palazzo del nonno, adiacente al Laterano, dove Marco avrebbe trascorso gran parte della sua infanzia. Marco era riconoscente al nonno per avergli insegnato a tener lontano il brutto carattere, ma era anche grato agli eventi che gli evitarono di vivere nella stessa casa con la concubina presa dal nonno dopo la morte della moglie, Rupilia Faustina. Evidentemente questa donna o qualcuno del suo seguito, secondo il Birley, potevano costituire una tentazione per il giovane Marco.
La sua istruzione avvenne in casa, in linea con le tendenze aristocratiche del tempo. Uno dei suoi maestri, Diogneto, si dimostrò particolarmente influente, introducendo Marco a una visione filosofica della vita e insegnandogli l'uso della ragione. Nell'aprile del 132, per volere di Diogneto (da taluni identificato come il destinatario della lettera A Diogneto), Marco prese a praticare le abitudini proprie dei filosofi e a utilizzarne l'abbigliamento, come il ruvido mantello greco.
Altri tutores, Trosio Apro, Tuticio Proculo e il grammatico Alessandro di Cotieno, descritto come un importante letterato (il principale studioso omerico del suo tempo), continuarono a occuparsi della sua istruzione nel 132–133. Marco deve ad Alessandro la sua formazione nello stile letterario, rilevabile in molti passi dei Colloqui con sé stesso.

### Successione di Adriano (136–138)

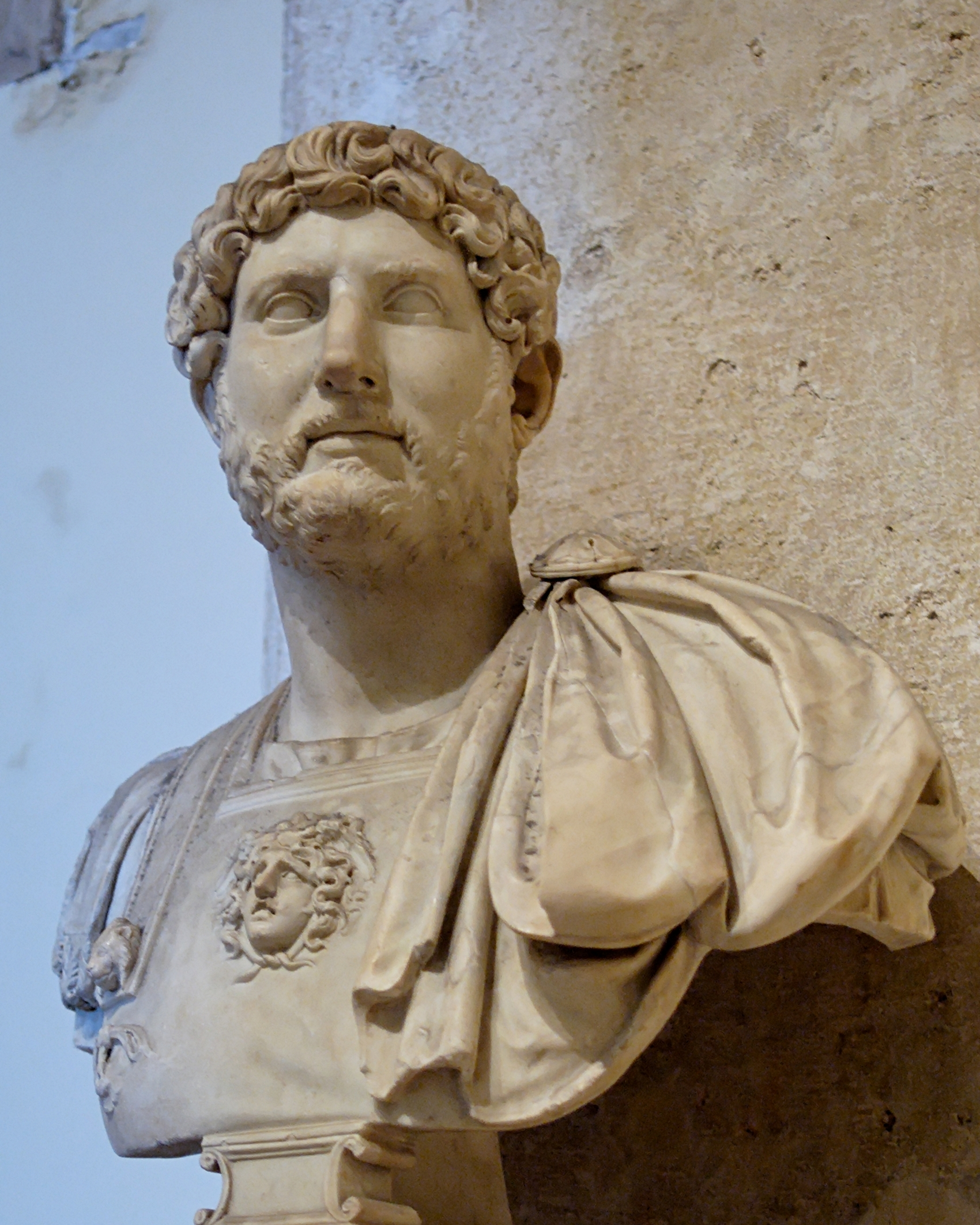
Busto dell'imperatore Adriano (Musei Capitolini, Roma)

Nel 136 Adriano, convalescente nella sua villa di Tivoli dopo aver rischiato di morire per un'emorragia, scelse Lucio Ceionio Commodo (conosciuto poi come Lucio Elio Cesare) come suo successore, adottandolo contro la volontà delle persone a lui vicine. Lucio però si ammalò e il 1º gennaio del 138 morì, costringendo il princeps Adriano a indicare un nuovo successore; era il 24 gennaio del 138 quando la scelta cadde su Aurelio Antonino, il genero di Marco Annio Vero che il giorno successivo, dopo essere stato attentamente esaminato, fu accettato dal Senato e adottato col nome di Tito Elio Cesare Antonino. A sua volta, come da disposizioni dello stesso princeps, Antonino adottò Marco, allora diciassettenne, e il giovane Lucio Commodo, figlio dello scomparso Lucio Elio Vero. Da questo momento Marco mutò il suo nome in Marco Elio Aurelio Vero e Lucio in Lucio Elio Aurelio Commodo. Marco rimase sconcertato quando seppe che Adriano lo aveva adottato come nipote: solo con riluttanza passò dalla casa di sua madre sul Celio a quella privata di Adriano, che il Birley ritiene non fosse ancora la «casa di Tiberio» (come veniva chiamata la residenza imperiale sul Palatino).
Poco tempo più tardi, Adriano chiese in Senato che Marco fosse esentato dalla legge che richiedeva il venticinquesimo anno compiuto per il candidato alla carica di questore. Il Senato acconsentì e Marco divenne prima questore nel 139, ricevette quindi l'imperium proconsulare maius nel 139–140 e il consolato nel 140, a soli diciotto anni. L'adozione facilitò il percorso della sua ascesa sociale: egli sarebbe verosimilmente divenuto prima triumvir monetalis (responsabile delle emissioni monetali imperiali) e in seguito tribunus militum in una legione. Marco probabilmente avrebbe preferito viaggiare e approfondire gli studi. Il suo biografo attesta che il suo carattere rimase inalterato: mostrava ancora lo stesso rispetto per i rapporti come aveva quando era un cittadino comune ed era così parsimonioso e attento dei suoi beni come lo era stato quando viveva in una abitazione privata.
La salute di Adriano peggiorò al punto da fargli desiderare la morte, tentando anche il suicidio, impeditogli dal successore Antonino. L'imperatore, gravemente malato, lasciò Roma per la sua residenza estiva, una villa a Baiae, località balneare sulla costa campana, ove morì infine di edema polmonare il 10 luglio del 138. La successione di Antonino era ormai stabilita e non presentava appigli per eventuali colpi di mano. Per il suo comportamento, rispettoso dell'ordine senatorio e delle nuove regole, Antonino fu insignito dell'appellativo "Pio".

### Governo con Antonino Pio (139–161)

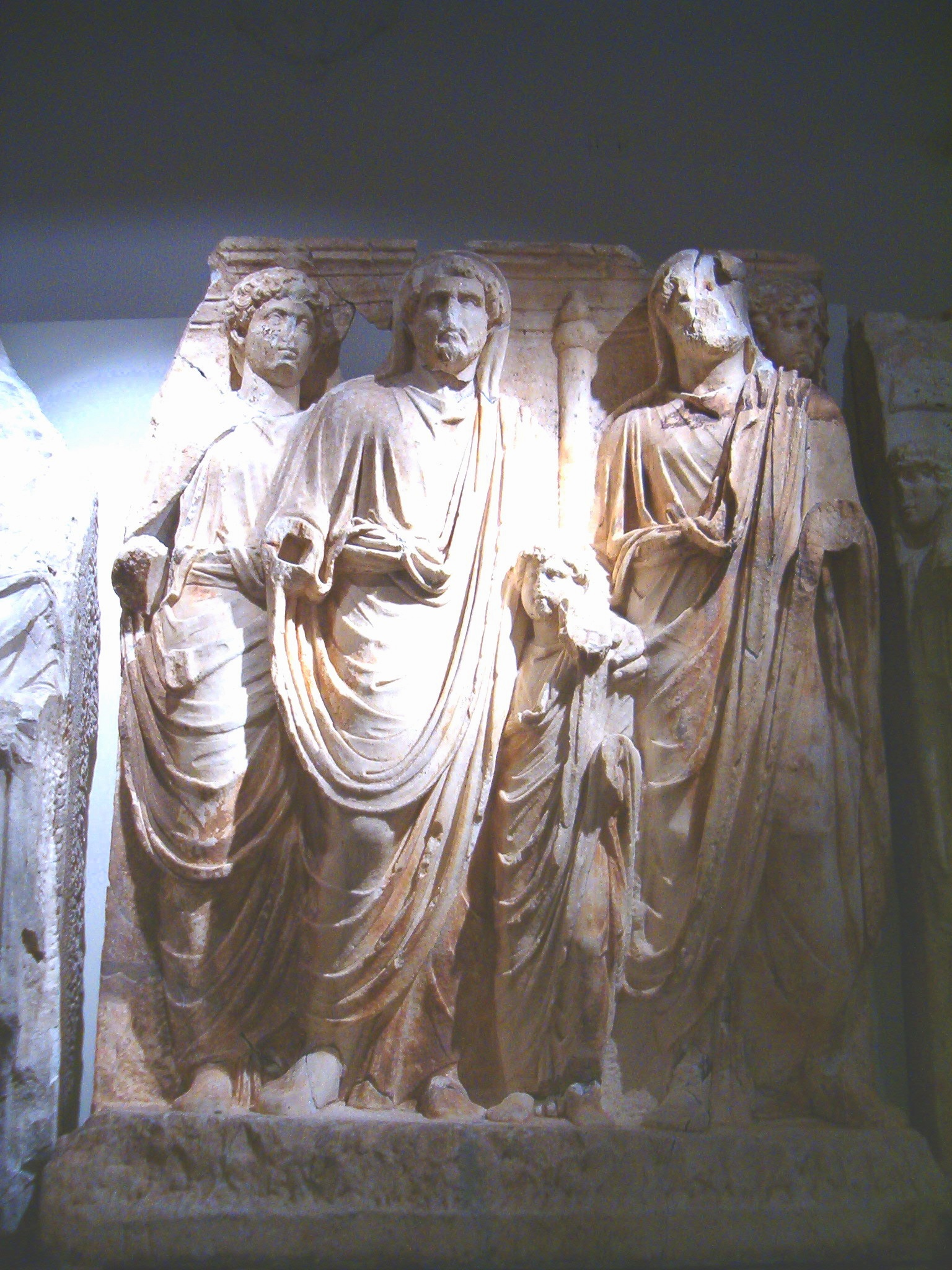
L'adozione (Monumento dei Parti, oggi presso il Museo di Efeso di Vienna): Antonino Pio (al centro) con Lucio Vero di sette anni (a destra) e Marco Aurelio di diciassette anni (a sinistra, alle spalle). All'estrema destra, sembra esserci Adriano.

Subito dopo la morte di Adriano, Antonino pregò la moglie Faustina di accertarsi se Marco fosse disposto a modificare i suoi precedenti accordi matrimoniali. Marco acconsentì a sciogliere la promessa fatta a Ceionia Fabia e a fidanzarsi con Faustina minore, la loro giovane e bella figlia, inizialmente promessa a Lucio. Marco ricoprì il suo primo consolato nel 140, con Antonino come collega. In qualità di erede designato, fu quindi nominato princeps iuventutis, il comandante dell'ordine equestre. Assunse il titolo di Cesare, divenendo Marco Elio Aurelio Vero Cesare, ma in seguito si schermì dal prendere troppo sul serio l'incarico. Su invito del Senato, Marco venne inserito contemporaneamente nei principali collegi sacerdotali, tra i quali figuravano i pontifices, gli augures, i quindecemviri sacris faciundis e i septemviri epulones.
Antonino gli chiese di prendere la residenza nella Domus Tiberiana, uno dei palazzi imperiali sul Palatino. Marco avrebbe avuto difficoltà a conciliare la vita di corte con le sue aspirazioni filosofiche, anche se ammirò sempre e profondamente Antonino come un uomo giusto, esempio di condotta integerrima. Marco si convinse che la vita serena a corte doveva essere un obiettivo raggiungibile, dove la vita è possibile, allora è possibile vivere una vita giusta, la vita è possibile in un palazzo, per cui è possibile vivere la vita proprio in un palazzo affermò, trovandolo comunque di difficile attuazione. Nei Colloqui con sé stesso Marco sembrava criticarsi per aver abusato della vita di corte di fronte alla società.
Come questore, Marco sembra abbia ricoperto un ruolo amministrativo secondario: i compiti erano la lettura delle lettere imperiali al Senato, quando Antonino era assente, e più in generale quello di essere una sorta di segretario privato del princeps. I suoi compiti come console furono invece più significativi, presiedendo le riunioni che avevano un ruolo importante nelle funzioni amministrative del corpo statale. Si sentiva assorbito dal lavoro d'ufficio e se ne lamentò con il suo tutore Frontone: Sono senza fiato a causa di dover dettare quasi trenta lettere. Egli era stato, nelle parole del suo biografo, preparato per governare lo Stato.
Il 1º gennaio 145, Marco venne nominato console per la seconda volta, a soli ventiquattro anni. Una lettera di Frontone esortava Marco a dormire molto in modo che potrai entrare in Senato con un buon colorito e leggere il discorso con una voce forte. Marco si era lamentato di una malattia in una lettera precedente: Per quanto riguarda la mia forza essa è migliorata, sto cominciando a guarire e non vi è alcuna traccia di dolore nel mio petto, ma riguardo l'ulcera [...] sto facendo un trattamento e faccio attenzione a non fare nulla che interferisca con esso. Marco era di salute cagionevole: lo storico romano Cassio Dione, scrivendo dei suoi ultimi anni, lo elogiò per essersi comportato a dovere, nonostante le numerose malattie.

#### Matrimonio con Faustina

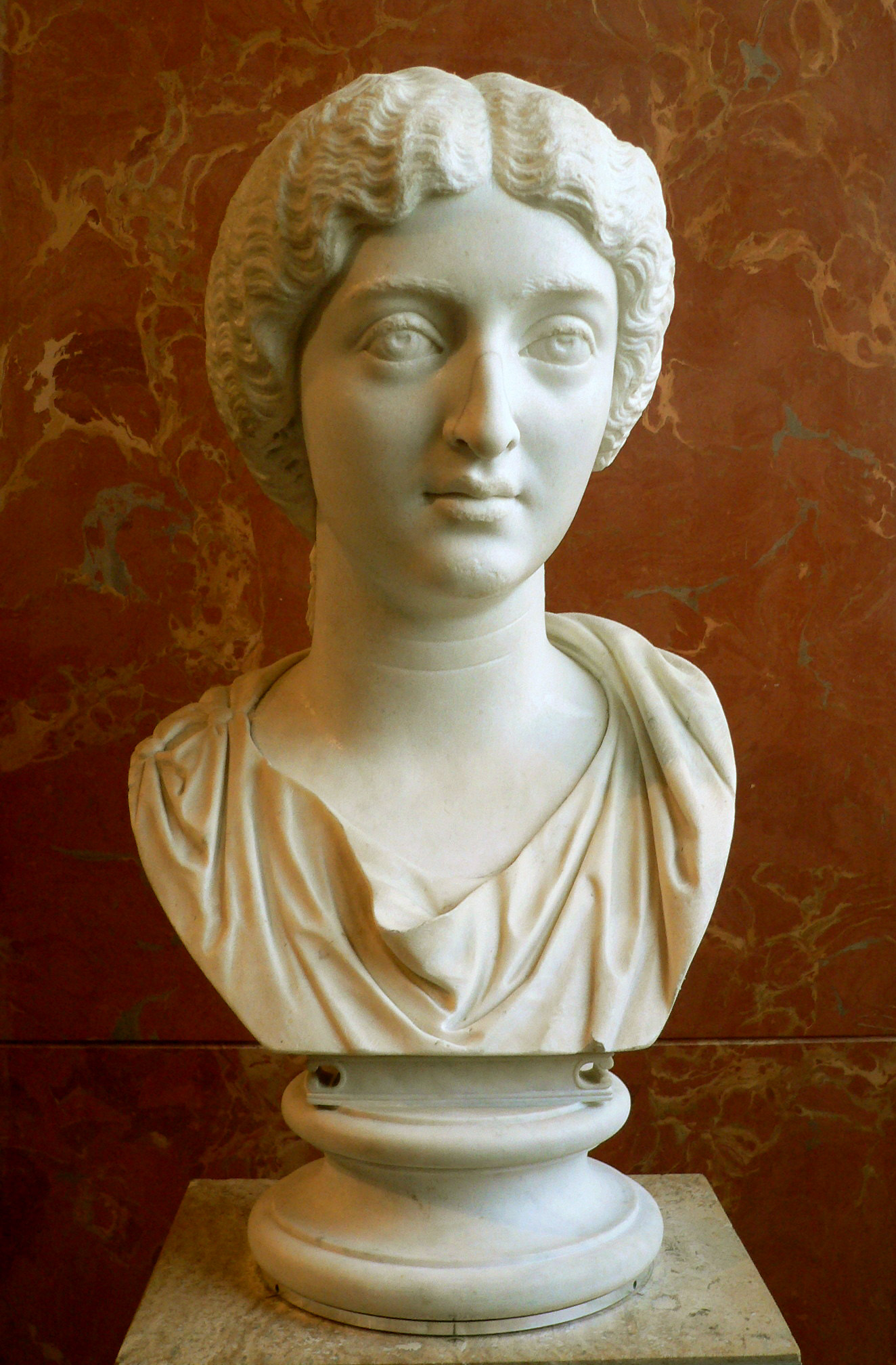
Busto di Faustina Minore, Louvre, Parigi

Nell'aprile del 145 Marco sposò la quattordicenne Faustina, come era stato programmato sin dal 138. Secondo il diritto romano, per far sì che il matrimonio potesse aver luogo, fu necessario che Antonino liberasse ufficialmente uno dei due figli dalla sua autorità paterna; in caso contrario Marco, in quanto figlio adottivo di Antonino, avrebbe sposato sua sorella. Poco si sa della cerimonia stessa. Vennero coniate delle monete con le immagini degli sposi e di Antonino, che avrebbe officiato la cerimonia come pontifex maximus. Nelle lettere rimanenti Marco non fa esplicito riferimento al matrimonio, durato trentun anni, e accenna solo raramente a Faustina.

#### Formazione oratoria e filosofica (136–147)
Dopo aver indossato la toga virilis nel 136 iniziò probabilmente la sua formazione oratoria. Aveva tre maestri di greco, tra cui Erode Attico, e uno di latino, Marco Cornelio Frontone, che Marco ricorda spesso come suo maestro di stile e di vita nei Colloqui con sé stesso. Frontone e Attico erano gli oratori più stimati dell'epoca, ma divennero suoi precettori solo dopo la sua adozione da parte di Antonino, nel 138. La preponderanza dei tutores greci indica l'importanza di quella lingua per l'aristocrazia di Roma. Questa era l'età della seconda sofistica, una rinascita della letteratura greca. Sebbene istruito a Roma, Marco userà il greco per scrivere i suoi pensieri più profondi nei Colloqui con sé stesso.
Erode era un uomo molto ricco e discusso, forse il più ricco d'Oriente e mal sopportava gli stoici, ma era un abile oratore e sofista; Marco, che sarebbe diventato proprio uno stoico, non lo ricorda affatto nei suoi Colloqui, nonostante si fossero incontrati molte volte nel corso dei decenni successivi.
Frontone godeva di grande reputazione: nel mondo consapevolmente antiquato della letteratura latina era considerato, come oratore, secondo solo a Cicerone, una fama che oggi, in base ai pochi frammenti rimasti, può lasciare meravigliati. Non correva una gran simpatia fra Frontone ed Erode; eppure i due seppero in ultimo far scorrere una vena di reciproca cortesia e gentilezza, grazie anche a Marco.
Frontone non divenne insegnante a tempo pieno di Marco e continuò la sua carriera di avvocato. Una causa famosa lo portò in contrasto con Erode, che era il principale accusatore di Tiberio Claudio Demostrato, un notabile ateniese difeso proprio da Frontone. L'esito del processo è ignoto, ma Marco riuscì a far riconciliare i due.
All'età di venticinque anni Marco cominciò a disamorarsi degli studi in giurisprudenza, mostrando segnali di un diffuso malessere. Era stanco dei suoi esercizi e di prendere posizione in dibattiti immaginari. In ogni caso, l'istruzione formale di Marco era ormai finita. Aveva mantenuto con i suoi insegnanti buoni rapporti e continuava a seguirli con devozione, anche se la lunga istruzione ebbe negative influenze sulla sua salute. Quando Marco era giovane Frontone lo aveva messo in guardia contro lo studio della filosofia, disapprovando come una deviazione giovanile le sue lezioni con Apollonio di Calcide. Pur se Apollonio potrebbe aver introdotto Marco alla filosofia stoica, sarebbe stato Quinto Giunio Rustico, il vero successore di Seneca, ad aver esercitato la maggior influenza sul ragazzo. Marco s'ispirò anche a Epitteto di Ierapoli, le cui letture fu proprio Rustico a suggerire.

#### Nascite e morti nella famiglia (147–161)

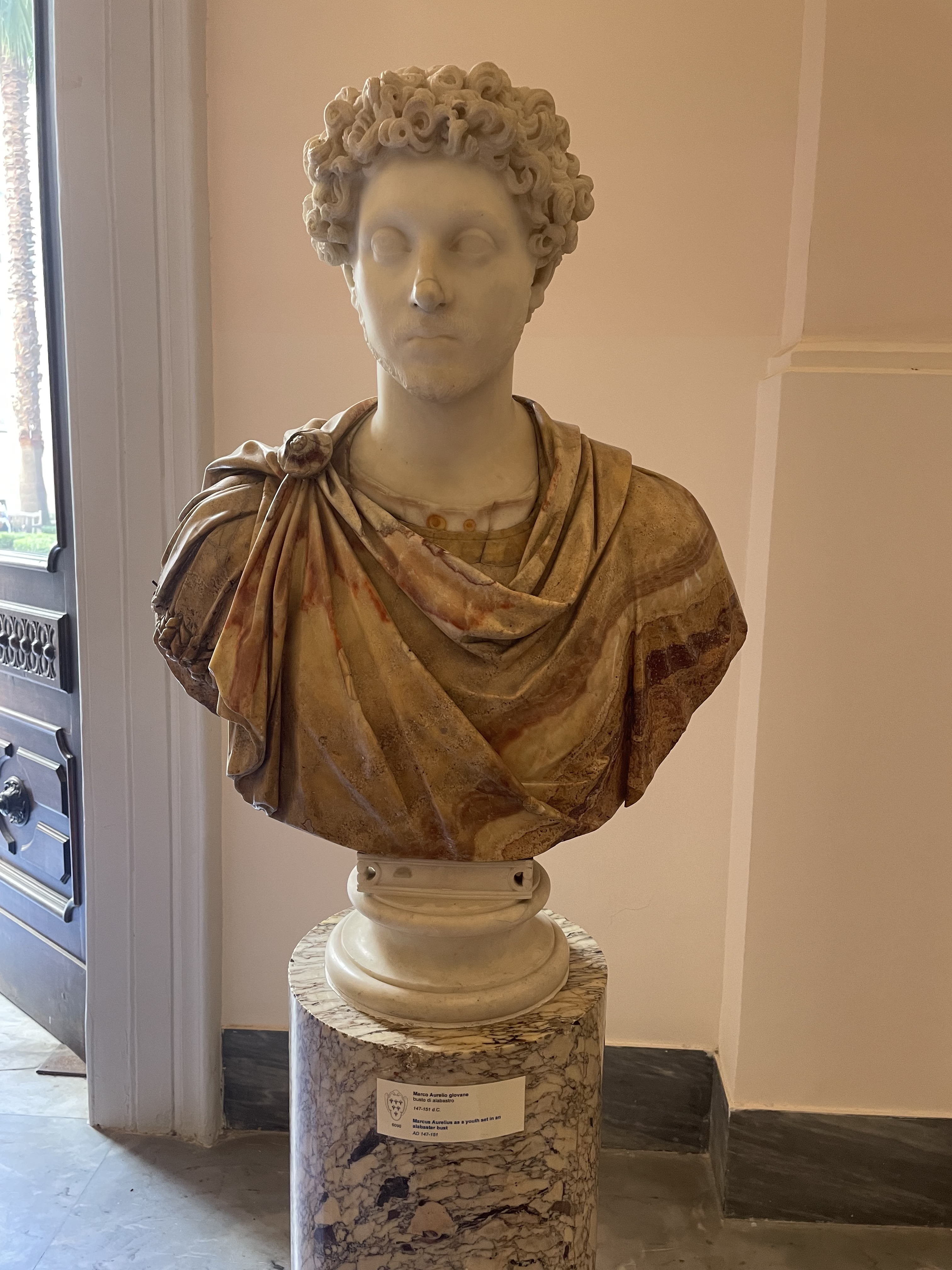
Busto di Marco Aurelio del 147–151 d.C. (Museo archeologico nazionale di Napoli)

Il 30 novembre 147 Faustina diede alla luce una bambina di nome Domizia Faustina Aurelia. Era solo la prima di almeno quattordici figli (tra cui due coppie di gemelli) che Faustina avrebbe partorito nei successivi ventitré anni. Il giorno successivo, 1º dicembre, Antonino Pio attribuì a Marco il potere tribunizio, mentre l'imperium, cioè l'autorità sugli eserciti e sulle province imperiali, potrebbe essergli già stato conferito nel 139–140. Il potere tribunizio conferiva a Marco il diritto di proporre un provvedimento con prelazione sul Senato e sullo stesso Antonino. Questi poteri gli furono rinnovati, insieme ad Antonino, il 10 dicembre.
La prima menzione di Domizia nelle lettere di Marco ne rivela la salute malferma. Lui e Faustina furono molto occupati nella cura della bambina, che sarebbe morta poi nel 151.
Nel 149 nacquero a Faustina due gemelli, celebrati da una moneta con cornucopie incrociate sotto i busti dei due bambini e la scritta "felicità dei tempi" (temporum felicitas). Essi però non sopravvissero a lungo. Tito Aurelio Antonino e T. Elio Aurelio, questi i nomi ricavati dagli epitaffi, morirono molto presto (entro la fine del 149) e furono sepolti nel mausoleo di Adriano. Lo stesso Marco scrisse: Uno prega: «che io non debba perdere mio figlio!»; ma tu devi pregare: «che io non tema di perderlo!»
| Marco Aurelio: aureo                   | Marco Aurelio: aureo                                                                                         |
| -------------------------------------- | --- |
|                                        | |
| FAVSTINA AVGVSTA, busto con drappeggio | FECVNDITA-TI AVGVSTAE, la Fecunditas (fertilità) seduta, con un bambino sulle ginocchia e altri due in piedi |
| AV (7,37 g); 161 circa                 | |

Il 7 marzo del 150 nacque una bambina, Annia Aurelia Galeria Lucilla, cui seguì Annia Aurelia Galeria Faustina, che sembra sia nata non più tardi del 153 (un altro figlio, Tito Elio Antonino, viene citato dalle fonti nel 152). Una moneta celebra la fertilità dell'Augusta (FECVNDITAS), raffigurando due bambine e un bambino (Lucilla, Faustina e Antonino, appunto). Il maschio non sopravvisse a lungo, considerando che sulle monete del 156 erano raffigurate solo le due femmine. Egli potrebbe essere morto nel 152, lo stesso anno in cui mancò la sorella di Marco, Cornificia.
Un settimo figlio nacque e morì poco dopo tra la fine del 157 e gli inizi del 158, come risulta da una lettera di Marco, datata 28 marzo del 158. Nel 159 e 160 Faustina diede alla luce altre due figlie: Fadilla e Cornificia, che portavano i nomi delle defunte sorelle di Faustina e di Marco. Altri figli nacquero in seguito, oltre a Commodo e al gemello di questi, Fulvio Antonino. Si trattava di Marco Annio Vero Cesare, Vibia Aurelia Sabina e Adriano, che morì anche lui giovanissimo.

#### Ultimi anni di Antonino (152–161)
Nel 152 Lucio divenne questore all'età di ventitré anni, due anni prima dell'età legale (Marco aveva ricoperto lo stesso incarico a soli diciassette anni). Nel 154 ottenne il consolato all'età di venticinque, sette anni prima dell'età legale. Lucio non aveva altri titoli onorifici, tranne quello di figlio dell'Augusto. Aveva una personalità molto diversa da Marco: amava l'attività sportiva di ogni genere, in particolare la caccia e la lotta, e aveva evidente piacere ad assistere ai giochi circensi e alle lotte dei gladiatori. Non si sposò fino al 164. Antonino Pio non condivideva i suoi stessi interessi: desiderava mantenere Lucio in famiglia, ma non era sicuro di potergli dare gloria e potere. Come si nota dalle statue di questo periodo, Marco cominciò a portare la barba (oltre ai tipici capelli arricciati dell'età antonina), proseguendo la moda iniziata da Adriano, seguita da Antonino e che durò a lungo, sostituendo il tradizionale aspetto dell'uomo romano, completamente sbarbato.
Nel 156 Antonino Pio compì settanta anni. Godeva ancora di un discreto stato di salute, seppure avesse difficoltà a stare eretto senza utilizzare dei sostegni. Il ruolo di Marco andò via via crescendo, in particolare quando il prefetto del pretorio Gavio Massimo, che per quasi vent'anni era risultato di fondamentale importanza con i suoi consigli su come governare, morì tra il 156 e il 157. Il suo successore, Gavio Tattio Massimo, sembra non avesse lo stesso peso politico presso il princeps e poi non durò a lungo. Nel 161 Marco e Lucio furono designati consoli insieme, forse perché il padre adottivo sentiva avvicinarsi la fine che infatti giunse nei primi mesi dello stesso anno. Secondo i racconti della Historia Augusta l'imperatore, che si trovava nella sua tenuta di Lorium, due giorni prima di morire aveva fatto indigestione, vomitò e fu colto da febbre. Aggravatosi il giorno successivo, il 7 marzo 161, convocò il consiglio imperiale (compresi i prefetti del pretorio Furio Vittorino e Sesto Cornelio Repentino) e passò tutti i suoi poteri a Marco, ordinando che la statua d'oro della Fortuna, che era nella camera da letto degli imperatori, fosse portata da Marco. Diede quindi la parola d'ordine al tribuno di guardia, «equanimità», poi si girò, come per andare a dormire, e morì all'età di settantacinque anni.

### Principato (161–180)

#### Ascesa alla porpora imperiale

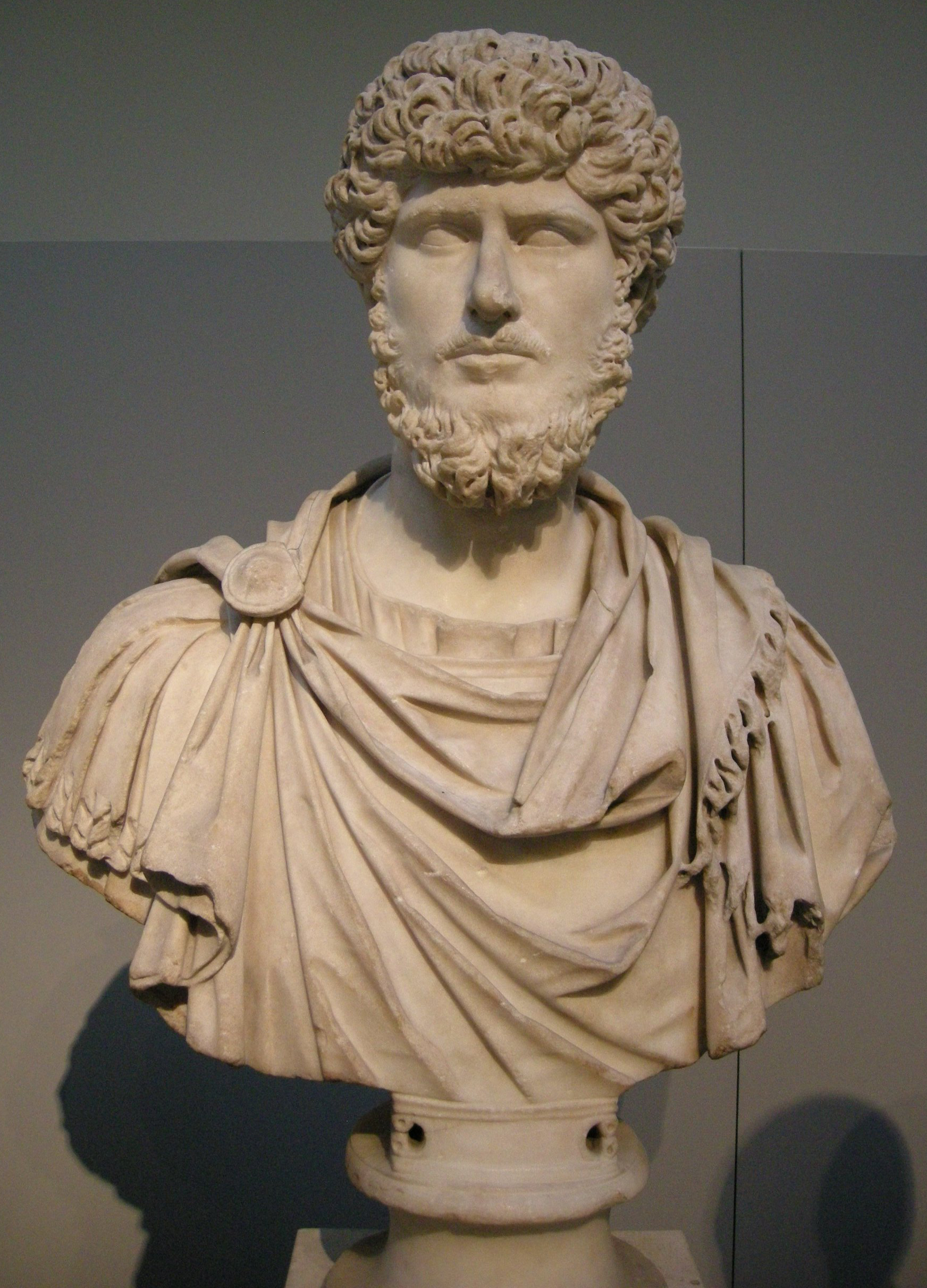
Busto di Lucio Vero risalente al II secolo d.C. e conservato al British Museum di Londra

Dopo la morte di Antonino Pio, Marco Aurelio era di fatto unico princeps dell'Impero. Il Senato gli avrebbe presto concesso il titolo di Augusto e di imperator, oltre a quello di Pontifex Maximus, sacerdote a capo dei culti ufficiali della religione romana. Sembra che Marco dimostrasse, almeno inizialmente, tutta la sua riluttanza a farsi carico del potere imperiale, poiché il suo biografo scrive che fu "costretto dal Senato ad assumere la direzione della Res publica dopo la morte di Pio". Egli deve aver avuto una vera e propria paura del potere imperiale (horror imperii), considerando la sua predilezione per la vita filosofica, ma sapeva, da stoico qual era, quello che doveva fare e come farlo.

#### Governo imperiale con Lucio (161–169)
Anche se nei Colloqui con sé stesso non sembra mostrare affetto personale per Adriano, Marco lo rispettò molto e presumibilmente ritenne suo dovere metterne in atto i piani di successione. E così, anche se il Senato voleva confermare solo lui, egli rifiutò di entrare in carica senza che Lucio ricevesse gli stessi onori: alla fine il Senato fu costretto ad accettare e insignì Lucio Vero del titolo di Augustus. Marco divenne, nella titolatura ufficiale, Imperatore Cesare Marco Aurelio Antonino Augusto mentre Lucio, assumendo il nome di famiglia di Marco, Vero, e rinunciando al suo cognomen di Commodo, divenne Imperatore Cesare Lucio Aurelio Vero Augusto. Per la prima volta Roma veniva governata da due imperatori contemporaneamente.
Fin dalla sua ascesa al principato, Marco ottenne dal Senato che Lucio Vero gli fosse associato su un piano di parità (diarchia), con gli stessi titoli, ad eccezione del pontificato massimo che non si poteva condividere. La formula era innovativa: per la prima volta alla testa dell'impero vi era una collegialità e una parità totale tra i due principes. In teoria i due fratelli ebbero gli stessi poteri, in realtà Marco conservò una preminenza che Vero mai contestò. Le ragioni pratiche di questa collegialità, voluta da Adriano forse per onorare la memoria di Lucio Elio, adottandone il figlio, e al tempo stesso lasciare l'impero a Marco Aurelio di cui aveva capito le grandi qualità, non sono completamente chiare. A dispetto della loro uguaglianza nominale, Marco ebbe maggior auctoritas di Lucio Vero. Fu console una volta di più, avendo condiviso la carica già con Antonino Pio, e fu il solo a divenire Pontifex Maximus. E questo fu chiaro a tutti. L'imperatore più anziano deteneva un comando superiore al fratello più giovane: Vero obbedì a Marco... come il tenente obbedisce a un proconsole o un governatore obbedisce all'imperatore.
Subito dopo la conferma del Senato, gli imperatori procedettero alla cerimonia di insediamento presso i Castra Praetoria, l'accampamento della guardia pretoriana. Lucio affrontò le truppe schierate, che acclamarono la coppia di imperatores. Poi, come ogni nuovo imperatore, da Claudio in poi, Lucio promise alle truppe un donativo speciale, che fu il doppio di quelli passati: 20 000 sesterzi (5 000 denari) pro capite ai pretoriani, e in proporzione agli altri militari dell'esercito. In cambio della donazione, pari a diversi anni di stipendium, le truppe giurarono fedeltà ai due imperatori. La cerimonia non del tutto necessaria, considerando che l'ascesa di Marco era stata pacifica e incontrastata, costituì comunque una valida assicurazione contro possibili rivolte da parte dei militari. In seguito a questi eventi sembra che la moneta d'argento, il denario, cominciò un lento processo di svalutazione, che portò sia alla riduzione del suo peso che del suo titolo (% di argento presente nella lega), che passò dall'89% dell'epoca di Traiano al 79%.
Il funerale di Antonino fu celebrato in modo che lo spirito potesse ascendere agli dèi, come era tradizione. Il corpo venne posto su una pira. Lucio e Marco divinizzarono il padre adottivo attraverso un sacerdozio preposto al suo culto, con il consenso del Senato. Secondo le sue ultime volontà, il patrimonio di Antonino non passò direttamente a Marco, ma a Faustina, che in quel momento era incinta di tre mesi. Durante la gravidanza sognò di dare vita a due serpenti, uno più agguerrito rispetto all'altro. Il 31 agosto a Lanuvium nacquero infatti due gemelli: Tito Aurelio Fulvio Antonino e Commodo, che poi sarebbe succeduto al padre come imperatore. A parte il fatto che i gemelli erano nati lo stesso giorno di Caligola, i presagi sembra fossero favorevoli, e gli astrologi trassero auspici positivi per i due neonati. Le nascite furono celebrate sulla monetazione imperiale.

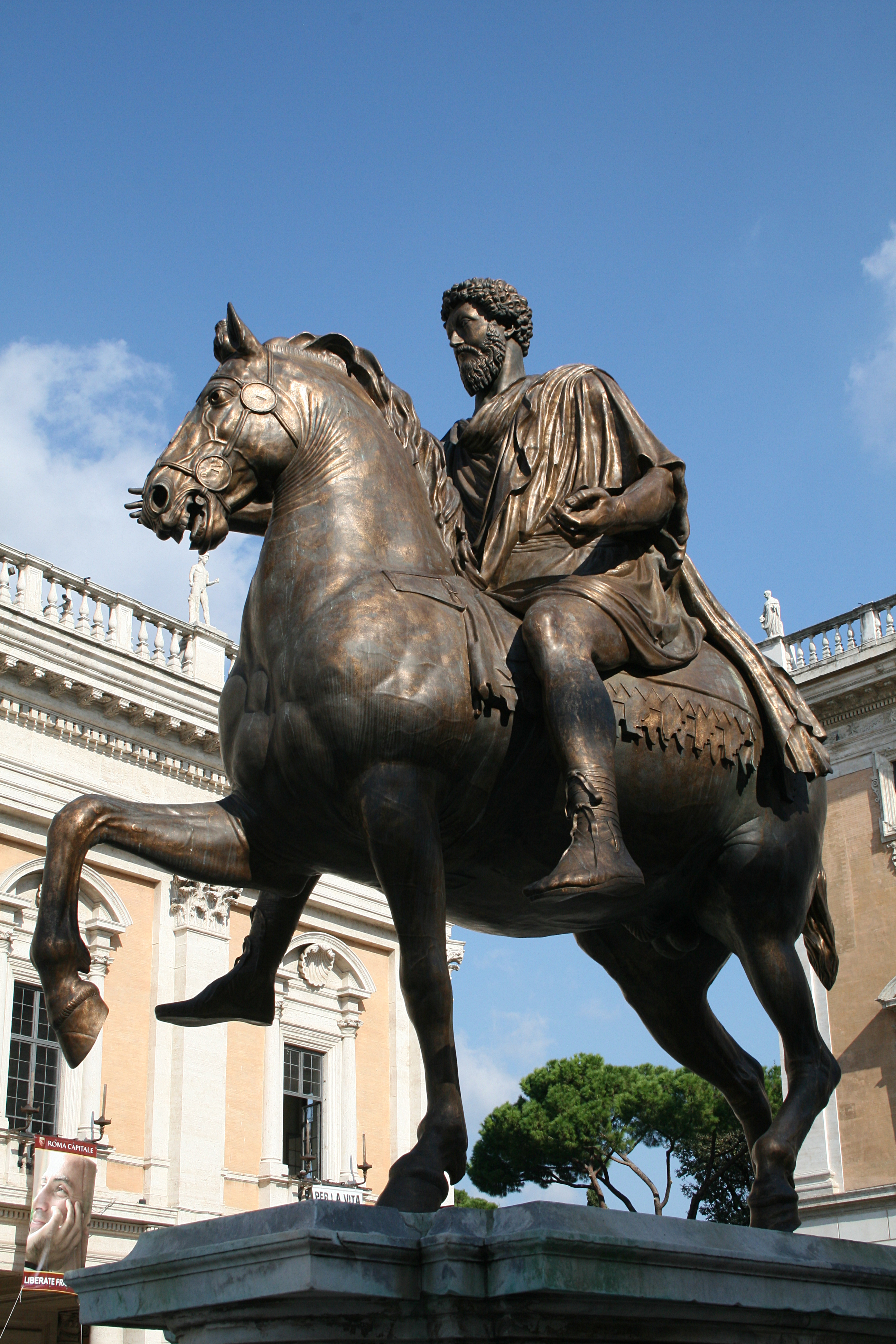
Statua equestre di Marco Aurelio (Equus Marci Aurelii Antonini), in bronzo, situata al Campidoglio (copia moderna non fedele dell'originale che si trova ai Musei capitolini)

Subito dopo l'adozione, Marco promise come sposa a Lucio la figlia undicenne, Lucilla, nonostante fosse formalmente suo zio. Alle celebrazioni dell'evento, furono donate delle somme per i bambini poveri, come aveva fatto in precedenza Antonino Pio quando volle commemorare la moglie scomparsa. I sovrani divennero popolari tra la gente di Roma. Gli imperatori concessero piena libertà di parola, come dimostra il fatto che un noto commediografo, un certo Marullus, poté criticarli senza subire ritorsioni. In ogni altro momento, sotto qualsiasi altro imperatore, sarebbe stato giustiziato. Ma era un periodo di pace e di clemenza e il biografo riporta che Nessuno rimpiangeva i modi miti di Pio.
Marco Aurelio sostituì vari funzionari dell'impero: Sesto Cecilio Crescenzio Volusiano, responsabile della corrispondenza imperiale, con Tito Vario Clemente, un provinciale, originario del Norico, che aveva prestato servizio militare nella guerra in Mauretania e in seguito aveva servito come Procurator Augusti in cinque differenti province. Costituiva l'uomo adatto per affrontare un periodo di emergenza militare. Lucio Volusio Meciano, che era stato uno degli insegnanti di Marco Aurelio, era governatore della prefettura d'Egitto. Marco lo nominò senatore, poi prefetto della tesoreria (Praefectus aerarii Saturni) e poco dopo ottenne anche il consolato. Il figlio adottivo di Frontone, Gaio Aufidio Vittorino, padre dei futuri consoli di età severiana Gaio Aufidio Vittorino e Marco Aufidio Frontone, venne nominato governatore della Germania superiore.
Non appena la notizia dell'ascesa imperiale dei suoi allievi lo raggiunse, Frontone lasciò la sua casa di Cirta e il 28 marzo rientrò nella sua residenza romana. Inviò una nota al liberto imperiale Charilas, chiedendo di potersi mettere in contatto con gli imperatori poiché, disse in seguito, non aveva osato scrivere direttamente agli imperatori. L'insegnante si dimostrò immensamente orgoglioso dei suoi allievi. Egli, ripensando al discorso tenuto per l'ascesa al consolato del 143, elogiò Marco con queste parole: C'era allora una straordinaria capacità naturale in te, perfezionata ora in eccellenza, il grano che cresceva è ora un raccolto maturo. Lucio era invece meno stimato dallo stesso precettore, i suoi interessi erano di livello inferiore.

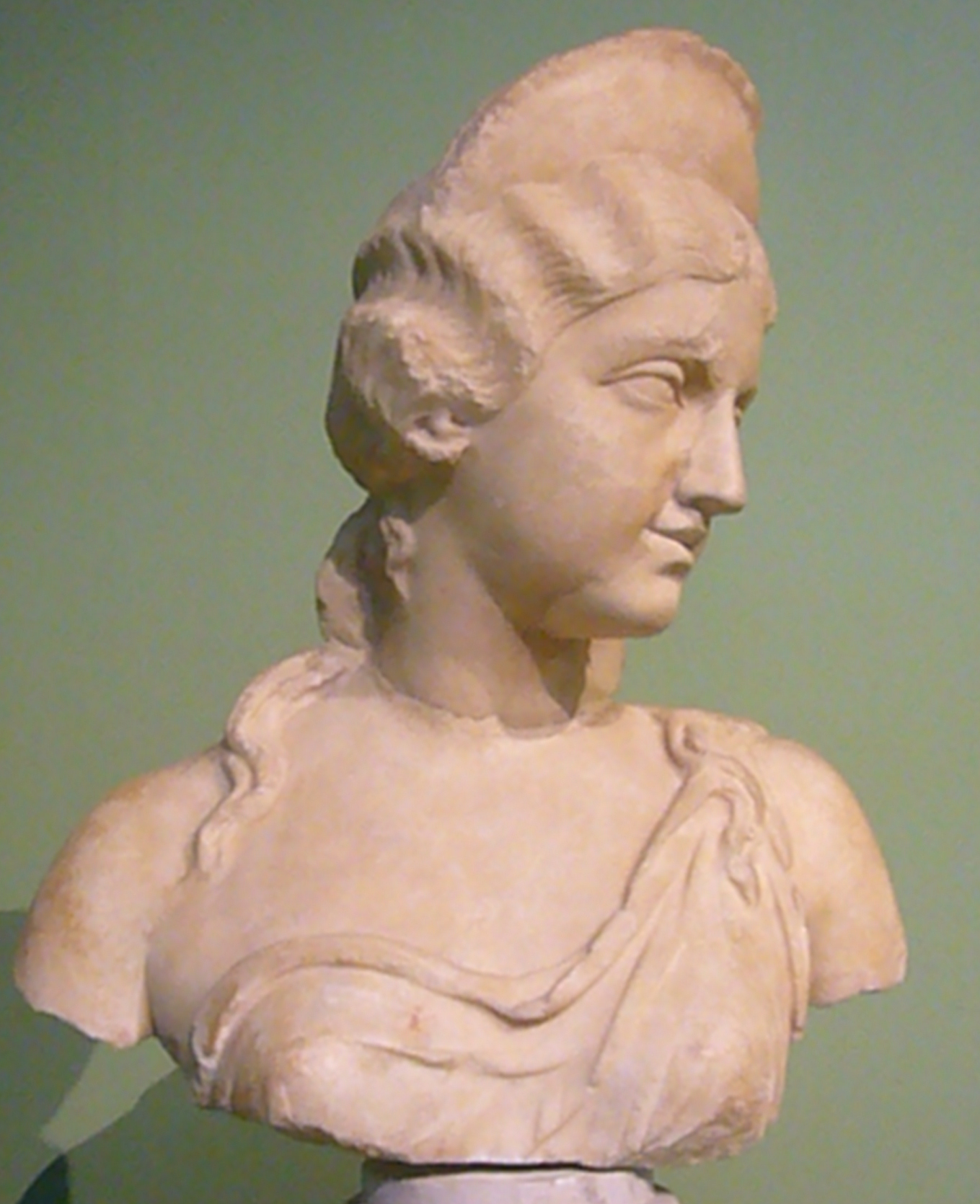
Annia Lucilla, figlia di Marco e moglie di Lucio Vero

Il primo periodo di regno procedette senza intoppi, così che Marco Aurelio poté dedicarsi alla filosofia e alla ricerca dell'affetto popolare. Ben presto, però, nuove preoccupazioni avrebbero significato la fine della Felicitas temporum, che il conio del 161 aveva con disinvoltura proclamato.
Nell'autunno del 161, il Tevere esondò dalle sue sponde, devastando alcune comunità italiche e gran parte di Roma. Annegarono molti animali, lasciando la città in preda alla carestia. «Marco e Lucio affrontarono personalmente questi disastri» e le comunità italiche colpite dalla carestia furono aiutate, permettendo loro di rifornirsi del grano della capitale. In altri tempi di carestia, gli imperatori avevano tenuto le comunità italiche fuori dai granai romani.
Gli insegnamenti di Frontone continuarono nei primi anni di regno di Marco. Frontone riteneva che, visto il ruolo ricoperto da Marco, le lezioni fossero più importanti oggi di quanto non fossero mai state prima. Riteneva che Marco desiderasse riacquistare l'eloquenza di una volta, eloquenza per la quale aveva per un certo periodo di tempo perso interesse. Frontone ricordò nuovamente al suo allievo l'antitesi tra il suo ruolo e le sue aspirazioni filosofiche: Supponiamo, Cesare, che tu possa raggiungere la saggezza di Cleante e Zenone, eppure, contro la tua volontà, tu non possa comunque avere la mantella di lana del filosofo.
I primi giorni di regno di Marco furono i più felici della vita di Frontone: il suo allievo era amato dal popolo di Roma, era un ottimo imperatore, uno studente appassionato, e, forse più importante, eloquente come lui voleva. Marco diede prova di grande abilità retorica nel suo discorso al Senato dopo un terremoto avvenuto a Cizico. Aveva trasmesso il dramma del disastro, e il senato era stato intimorito: improvvisamente la mente degli ascoltatori era più violentemente agitata durante il discorso, che la città durante il terremoto". E Frontone ne fu enormemente soddisfatto.

#### Politica interna: l'amministrazione dello stato
In politica interna, Marco Aurelio si comportò, come già Augusto, Nerva e Traiano, da princeps senatus, cioè "primo tra i senatori" e non da monarca assoluto, rivelandosi rispettoso delle prerogative del Senato, consentendogli di discutere e di decidere sui principali affari di Stato, come le dichiarazioni di guerra alle popolazioni ostili o le stipule dei trattati, come anche sulle nomine alle magistrature. Avviò anche una politica tendente a valorizzare le altre categorie sociali: ai provinciali fu reso possibile raggiungere le più alte cariche dell'amministrazione statale. Né ricchezza, né illustri antenati influenzarono il giudizio di Marco, ma solo il merito personale. Egli concesse cariche a persone che riconosceva come illustri eruditi e filosofi, senza guardare alla loro condizione di nascita. L'assetto amministrativo introdotto da Augusto quasi centocinquant'anni prima, che fino a quel momento aveva preservato l'Impero anche quando si erano succeduti imperatori dissoluti come Caligola e Nerone, oppure in occasione della guerra civile del 69, era imponente e la sua classe dirigente cominciava ad acquisire piena consapevolezza del proprio potere.

#### Lavoro legale e amministrativo
Marco istituì l'anagrafe: ogni cittadino romano aveva l'obbligo di registrare i propri figli entro trenta giorni dalla loro nascita; colpì l'usura, regolarizzò le vendite pubbliche e distrusse tutti i libelli diffamatori che circolavano su molte persone. Proibì i processi pubblici prima che fossero raccolte prove certe, garantì ai senatori l'antica immunità dalle condanne capitali, a meno che ci fossero prove certe e una condanna ufficiale. Impiegò il denaro non in splendide architetture, ma in opere di ricostruzione estremamente necessarie, o in migliorie della rete stradale, da cui dipendeva la difesa dell'impero e il progresso del commercio, o in fortezze, accampamenti e città. Egli non amava particolarmente i giochi gladiatorii e gli spettacoli cruenti del circo, ma li indiceva e li frequentava solo se non poteva esimersi; più tardi formò unità militari ausiliarie di gladiatori a supporto delle legioni del Nord, ma dovette richiamarli per il malcontento del popolo che, nonostante le economie necessarie a causa della guerra, reclamava il suo divertimento. Non riuscì a realizzare i suoi ideali stoici di eguaglianza e libertà perché l'esigenza di controllare le finanze locali portò alla formazione di una classe burocratica che presto volle arrogarsi diritti e privilegi e che si costituì quale classe chiusa.

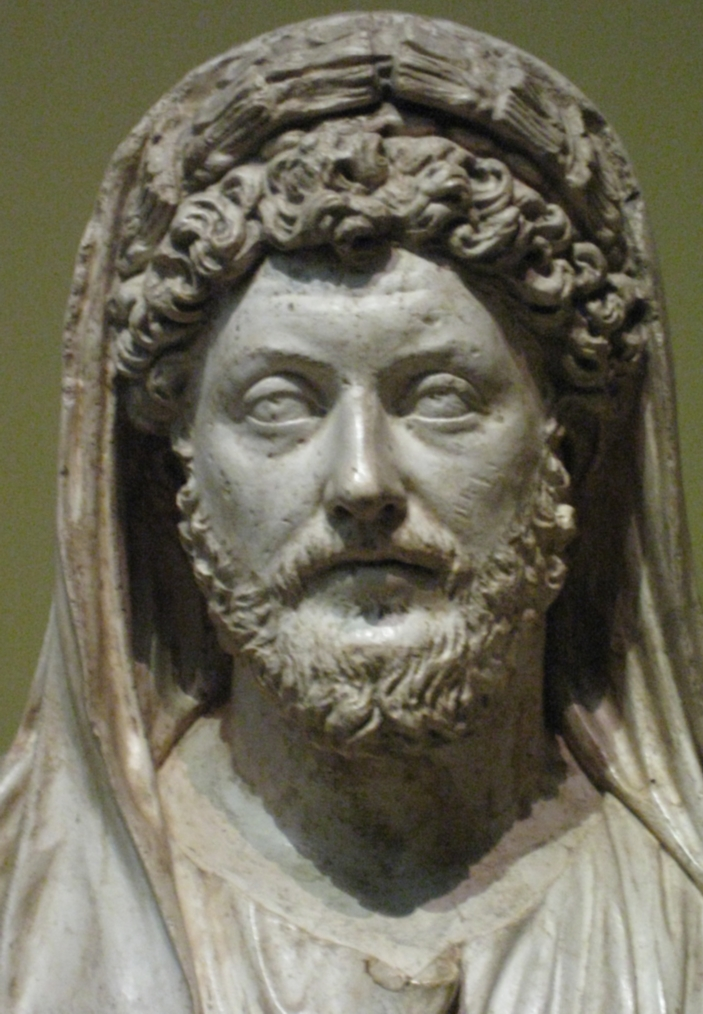
Marco Aurelio Pontefice Massimo

Trascorse, inoltre, molto tempo del suo regno a difendere le frontiere.
Tra le altre leggi proibì la tortura per i cittadini eminenti, prima e dopo la condanna, poi per tutti i cittadini liberi, come era stato in epoca repubblicana. Restò valida per gli schiavi, ma solo se non si trovavano altre prove. Venne comunque proibito di vendere uno schiavo per utilizzarlo nei combattimenti contro le belve.
Nei processi da lui presieduti cercò sempre la massima giustizia ed equità per tutti, anche quando doveva emettere una condanna secondo le leggi. Marco e Lucio stabilirono ad esempio la non punibilità di un figlio che avesse ucciso un genitore in un momento di follia, materializzando così un primo concetto di infermità mentale. Come molti imperatori, Marco trascorse la maggior parte del suo tempo ad affrontare questioni di diritto come petizioni e controversie, prendendosi molta cura nella teoria e nella pratica della legislazione. Avvocati di professione lo definirono un «imperatore versato nella legge» e, come sosteneva il grande Emilio Papiniano, «molto prudente e coscienziosamente giusto». Egli mostrò uno spiccato interesse in tre aree del diritto: l'affrancamento degli schiavi, la tutela degli orfani e dei minori, e la scelta dei consiglieri cittadini (decuriones). Rivalutò la moneta da lui svalutata, ma due anni dopo tornò sui suoi passi a causa della grave crisi militare che l'impero stava affrontando a causa delle guerre marcomanniche.
E mentre il fratello Lucio era impegnato in Oriente contro i Parti, Marco era impegnato a Roma in questioni familiari. La prozia Vibia Matidia era morta e sul suo testamento pendeva una disputa legale, dato che il suo ingente patrimonio aveva attratto l'attenzione di molte persone. Alcuni dei suoi clientes erano riusciti a farsi includere nel suo testamento attraverso vari codicilli. Tuttavia, le sue volontà non potevano essere riconosciute come valide, poiché in contrasto con la lex Falcidia: Matidia aveva infatti assegnato più di tre quarti del suo patrimonio non alla propria familia ma a gente estranea, fra cui un gran numero di suoi clientes. Marco si trovò così in una posizione imbarazzante, dato che Matidia non aveva mai confermato la validità dei documenti, anche se sul letto di morte alcuni dei sedicenti eredi avevano colto l'opportunità per farli convalidare. Frontone esortò Marco a portare avanti le rivendicazioni della famiglia ma quest'ultimo, studiato attentamente il caso, preferì che fosse il fratello a prendere la decisione finale.
Benché a Roma vigessero la tortura e la pena di morte, applicate con facilità soprattutto nei confronti di schiavi e stranieri, la normativa di molti imperatori "illuminati" cercò di ridurre il numero di reati punibili con pene severe, come in passato aveva già fatto Tito.
Per Marco anche gli schiavi andavano trattati come persone, seppure subordinate, e non come oggetti, evitando quindi ogni crudeltà e rispettandone la dignità, a differenza dei cristiani che spesso non si pronunciavano a favore della classe servile. Alcuni critici tuttavia temevano che il movimento filosofico-giuridico legato alla politica di affrancamento degli Antonini, se non fosse stato profondamente ancorato al sistema economico romano, basato principalmente sulla schiavitù, avrebbe portato all'abolizione de facto dell'istituto servile entro un secolo, ed avrebbe comportato gravi ripercussioni economiche.
Marco mostrò un grande interessamento affinché a ogni schiavo fosse data la possibilità di riguadagnare la propria libertà, qualora il padrone avesse espresso la propria disponibilità a restituirgliela. Si racconta, infatti, che in una causa di manomissione, portata alla sua attenzione dall'amico Aufidio Vittorino, e citata in seguito dai giuristi come un precedente decisivo, egli favorì uno schiavo. Coerente con lo stoicismo, filosofia contraria alla schiavitù, emanò numerose norme favorevoli alla classe servile, estendendo le leggi già promulgate dai suoi predecessori, a partire da Traiano, e ribadendo per esempio il concetto di diritto di asilo per gli schiavi fuggitivi (che potevano essere puniti e uccisi in ogni modo dal padrone) garantendo loro l'immunità finché si trovassero presso qualsiasi tempio o qualsiasi statua dell'imperatore.

#### Politica estera

##### Guerra partica (161/2–166)
Sul letto di morte, Antonino Pio aveva espresso la sua collera nei confronti di alcuni re clienti, che il Birley interpreta fossero quelli posti lungo i confini orientali. Il cambio al vertice dell'Impero romano sembra infatti abbia incoraggiato Vologese IV di Partia ad aggredire, nella seconda metà del 161, il Regno d'Armenia, alleato dell'Impero romano, nominando un re fantoccio a lui gradito, Pacoro III, un arsacide come lui. L'Impero dei Parti, sconfitto e parzialmente sottomesso da Traiano quasi cinquant'anni prima (114–116), era così tornato a rinnovare i suoi attacchi alle province orientali romane dagli antichi territori dell'Impero persiano.
Il governatore della Cappadocia, Marco Sedazio Severiano, convinto che avrebbe potuto sconfiggere i Parti facilmente, condusse una delle sue legioni in Armenia, ma a Elegia fu sconfitto e preferì suicidarsi, mentre l'intera legione veniva completamente distrutta.
E mentre tutto ciò accadeva in Oriente, nuove minacce si profilavano lungo le frontiere settentrionali della Britannia e del limes germanico-retico, dove i Catti dei monti Taunus erano penetrati negli Agri Decumates. Sembra che Marco non fosse pronto ad affrontare simili problematiche poiché, come ricorda il suo biografo, non aveva potuto maturare un'adeguata esperienza militare, avendo trascorso l'intero periodo del regno di Antonino Pio in Italia e non nelle province, al contrario dei suoi predecessori, come Traiano o Adriano.

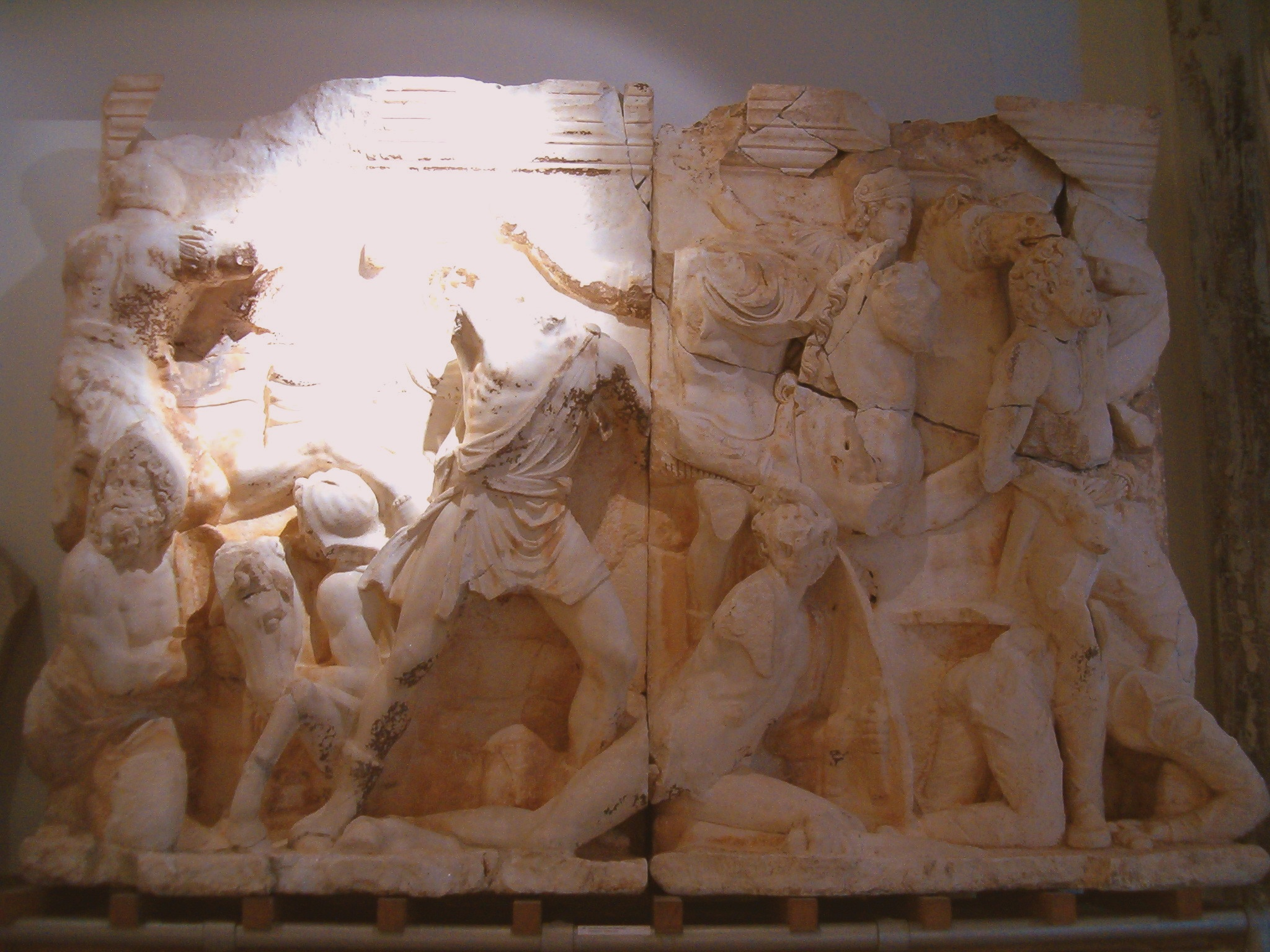
Scena di guerra tra Romani e Parti, sul Monumento dei Parti a Efeso, celebrativo delle vittorie di Lucio Vero e Marco Aurelio contro Vologese IV

Poco dopo giunse la notizia che anche l'esercito del governatore provinciale della Siria era stato sconfitto dai Parti e che si stava ritirando disordinatamente. Era quindi necessario intervenire con grande rapidità, anche nella scelta dei migliori ufficiali da inviare lungo quel settore dell'Impero così strategicamente importante. Marco pose a capo della spedizione (expeditio parthica) il fratello Lucio perché, come suggerisce Cassio Dione, era robusto e più giovane del fratello Marco, più adatto all'attività militare. Il Birley suggerisce che Marco volesse spingere Lucio ad abbandonare la vita dissoluta che conduceva e a capire i suoi doveri. In ogni caso, il Senato diede il suo assenso, e nell'estate del 162 Lucio partì, lasciando Marco Aurelio a Roma, perché la città ha chiesto la presenza di un imperatore. Era però necessario affiancare a Lucio un adeguato staff militare (comitatus), ampio e ricco di esperienza, e che comprendesse anche uno dei due prefetti del pretorio: il prescelto fu Tito Furio Vittorino.
I rinforzi vennero inviati da numerose province imperiali fino alla frontiera partica. Frattanto Marco si ritirò per quattro giorni ad Alsium, una nota località turistica sulle coste dell'Etruria, ma le numerose preoccupazioni gli impedirono di rilassarsi. Egli scrisse allora all'amico Frontone, dicendogli che avrebbe evitato di descrivergli nei particolari quello che stava facendo ad Alsium, perché sapeva che sarebbe stato rimproverato. Frontone rispose ironicamente e lo incoraggiò a riposare, prendendo esempio dai suoi predecessori: Antonino era stato un appassionato di palaestra, di pesca e di teatro, Marco trascorreva invece gran parte delle sue notti insonni a risolvere questioni giudiziarie. Dai loro scambi epistolari è noto che Marco non riuscì a mettere in pratica i consigli di Frontone, poiché ho doveri che incombono su di me che difficilmente possono essere delegati e rimandati, adducendo la sua devozione al dovere. Conclude informandosi della salute dell'amico e salutandolo addio mio ottimo maestro, uomo dal cuore buono.
Frontone rispose qualche tempo dopo, inviando all'amico una selezione di letture e, per rimediare al suo disagio per lo svolgimento della guerra contro i Parti, una lunga e meditata lettera, piena di riferimenti storici, indicata, nelle edizioni moderne sulle opere di Frontone, De bello Parthico (Sulla guerra partica). Frontone scrive che, anche se in passato Roma aveva subito pesanti sconfitte, alla fine i Romani avevano sempre prevalso sui loro nemici: Sempre e ovunque [Marte] ha cambiato le nostre difficoltà in successi e i nostri terrori in trionfi.

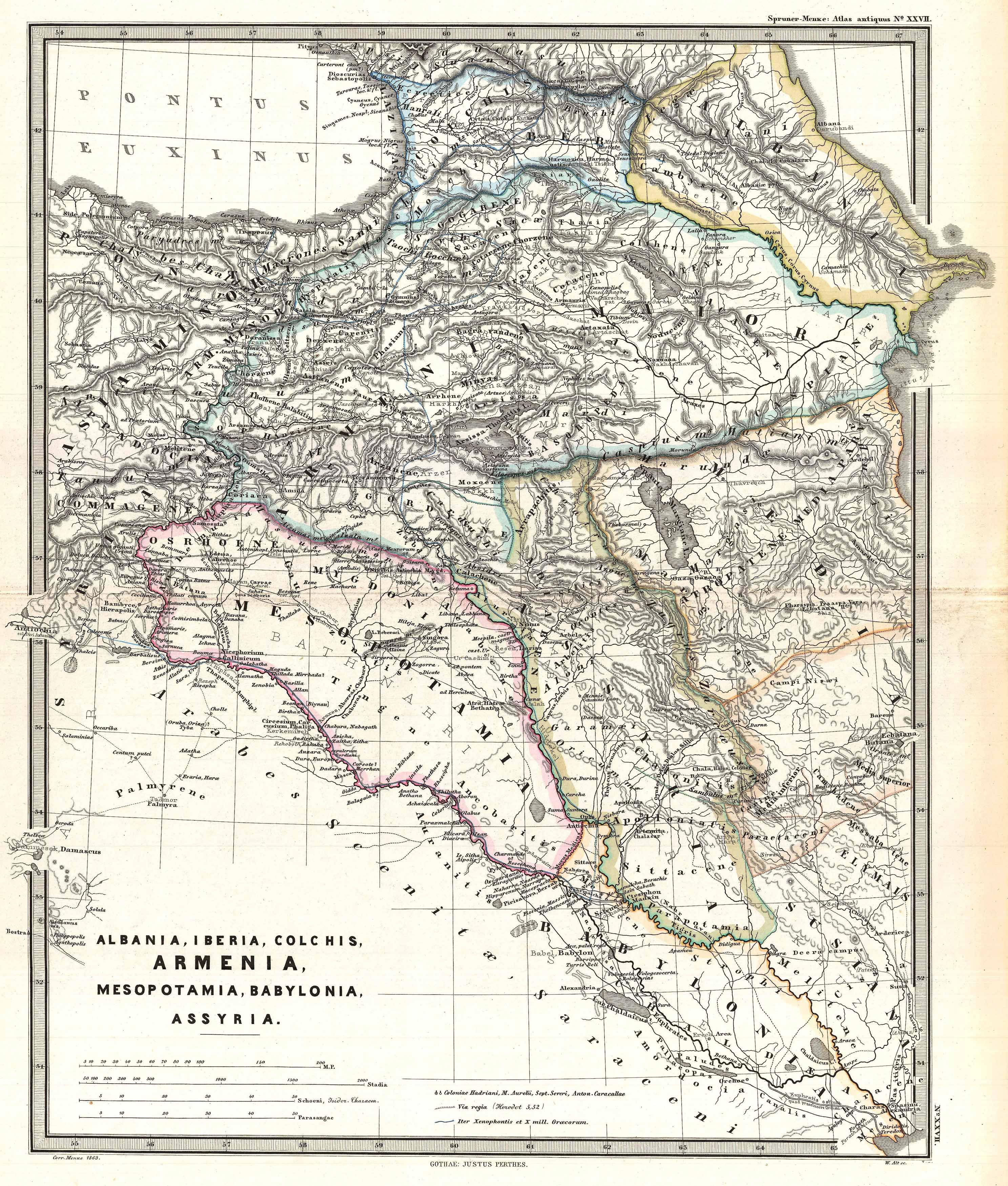
Il teatro delle campagne militari orientali di Lucio Vero

Intanto Lucio, partito dall'Italia e giunto dopo un lungo viaggio in Siria, fece di Antiochia il suo "quartier generale", trascorrendo gli inverni a Laodicea e le estati a Daphne.
Durante la guerra, nel periodo autunnale/invernale del 163 o del 164, Lucio andò a Efeso per sposarsi con Lucilla, secondo quanto stabilito da Marco, nonostante circolassero voci sulle sue amanti, in particolare su una certa Panthea, donna di umili origini. Lucilla aveva circa quindici anni e venne accompagnata dalla madre Faustina, insieme a uno zio di Lucio, Marco Vettuleno Civica Barbaro, nominato per l'occasione comes Augusti. Marco che avrebbe voluto accompagnare la figlia fino a Smirne, in realtà non andò oltre Brindisi. Una volta tornato a Roma, inviò istruzioni specifiche ai governatori provinciali affinché non preparassero alcun ricevimento ufficiale.
La capitale armena Artaxata venne presa nel 163 e alla fine di quello stesso anno Lucio assunse il titolo di Armeniacus, pur non avendo mai partecipato direttamente alle operazioni militari, mentre Marco si rifiutò di accettare l'appellativo fino all'anno successivo. Al contrario, quando Lucio venne acclamato imperator, anche Marco accettò la sua seconda salutatio imperatoria.
Nel 164 le armate romane si attestarono stabilmente in Armenia e l'ex console di origine emesana, Gaio Giulio Soemo, venne incoronato re tributario d'Armenia, con l'assenso di Marco. Il 165 vide le armate romane entrare vittoriose in Mesopotamia, dove posero sul trono il re vassallo Manno. Avidio Cassio raggiunse le metropoli gemelle della Mesopotamia: Seleucia, sulla riva destra del Tigri, e Ctesifonte su quella sinistra. Entrambe le città vennero occupate e date alle fiamme. Cassio, nonostante la penuria di rifornimenti e i primi effetti della peste contratta a Seleucia, riuscì a riportare indietro e in buon ordine la sua armata vittoriosa. Lucio venne così acclamato Parthicus Maximus, mentre insieme a Marco venne salutato nuovamente imperator, ottenendo la sua seconda acclamazione imperiale. Nel 166 ancora Avidio Cassio invase il paese dei Medi, al di là del Tigri, permettendo a Lucio di fregiarsi del titolo vittorioso di Medicus, mentre Marco otteneva la IV salutatio imperatoria e il titolo di Parthicus Maximus.
I Parti si ritirarono nei loro territori, a oriente della Mesopotamia. Marco sapeva di dover ascrivere il maggior merito della vittoria finale allo staff militare del fratello Lucio. Tra i comandanti romani si distinse Gaio Avidio Cassio, legatus legionis della III Gallica, una delle legioni siriane.
Al ritorno dalla campagna, a Lucio venne tributato un trionfo (12 ottobre del 166). La parata risultò insolita perché comprendeva i due imperatori, i loro figli e le figlie nubili, come una grande festa di famiglia. Nell'occasione Marco elevò i due figli, Commodo di cinque anni e Marco Annio Vero di tre al rango di Cesare (il gemello di Commodo, Fulvio Antonino, era morto l'anno precedente).

##### Scambi commerciali con l'Oriente
Proprio durante la guerra partica Marco potrebbe aver favorito l'apertura di nuove vie commerciali con l'Estremo Oriente. Si ricorda, infatti, negli annali del "Celeste impero", un'ambasceria inviata presso l'Imperatore cinese della dinastia Han, Huandi (nel 166), nella quale i Cinesi chiamarono l'imperatore romano col nome di Ngan-touen o Antoun. Ciò sembra confermare che tale ambasceria (forse composta da soli mercanti), sia giunta in Estremo Oriente proprio durante il regno di Marco Aurelio o del suo predecessore, Antonino Pio, in quanto Antoun equivarrebbe in lingua cinese al nome latino della famiglia imperiale degli "Anto[u]n-ini".

##### Guerre marcomanniche
Il figlio adottivo di Frontone, Gaio Aufidio Vittorino, venne inviato, dal 162 al 166, a governare la provincia della Germania superiore, ove si trasferì con l'intera famiglia (a parte un figlio che rimase a Roma con i nonni). La situazione lungo la frontiera settentrionale si presentava estremamente difficile. Una postazione lungo gli Agri Decumati era stata distrutta e sembra che molte delle popolazioni dell'Europa centrale e settentrionale fossero in fermento. Regnava, inoltre, molta corruzione tra gli ufficiali romani: Vittorino fu costretto, infatti, a chiedere le dimissioni di un legatus legionis che aveva preso tangenti e numerosi governatori esperti vennero sostituiti da amici e parenti della famiglia imperiale.
A partire dal 160, le tribù germaniche e altri popoli nomadi avevano iniziato le prime incursioni lungo i confini settentrionali romani, in particolare in Gallia e sul Danubio. Questo nuovo slancio verso occidente era causato dalle pressioni che subivano a loro volta dalle tribù germaniche più orientali e settentrionali. Una prima invasione di Catti nella Germania superiore era stata respinta nel 162. Molto più pericolosa fu l'invasione del 166, quando i Marcomanni della Boemia, clienti dell'impero romano dal 19 (ma ribelli sotto Domiziano, che vi scatenò contro un'offensiva), attraversarono il Danubio, insieme a Longobardi e altre tribù germaniche. Contemporaneamente, i Sarmati Iazigi attaccarono i territori compresi tra il Danubio e il fiume Tibisco.
Secondo la Historia Augusta, conclusa la guerra partica, scoppiava così quella contro i Marcomanni, una coalizione di natura militare, composta da una decina di popolazioni germaniche e sarmatiche (dai Marcomanni propriamente detti della Moravia, ai Quadi della Slovacchia, dalle popolazioni vandaliche dell'area carpatica, agli Iazigi della piana del Tibisco, fino ai Buri di stirpe suebica del Banato). Era la naturale conseguenza di una serie di forti agitazioni interne e dei continui flussi migratori che avevano ormai modificato gli equilibri con il vicino Impero romano. Questi popoli erano alla ricerca di nuovi territori dove insediarsi, sia in conseguenza della forte spinta che subivano da altre popolazioni, sia per il continuo aumento demografico della Germania Magna. Erano, inoltre, attratti dalle ricchezze e dalla vita agiata del mondo romano.
In quel periodo la frontiera danubiana non poteva contare su buona parte dei suoi effettivi, sia perché molte legioni avevano dovuto destinare consistenti distaccamenti alla guerra partica, sia perché la grave epidemia di peste aveva falcidiato numerosi reparti. Tale epidemia avrebbe causato una catastrofe demografica prolungatasi per oltre un ventennio e paragonabile a quella causata dalla peste nera. Nel 166/167 avvenne il primo scontro lungo il limes pannonicus ad opera di poche bande di predoni longobardi e osii che, grazie al sollecito intervento delle truppe di confine, furono prontamente respinte. La pace stipulata con le limitrofe popolazioni germaniche a nord del Danubio fu gestita direttamente dagli stessi imperatori, Marco e Lucio, ormai diffidenti nei confronti dei barbari aggressori, recatisi pertanto fino alla lontana fortezza legionaria di Carnunto (nel 168).

#### Peste antonina
Al ritorno dalla campagna partica l'esercito portò con sé una terribile pestilenza, in seguito conosciuta come la "peste antonina" o "peste di Galeno", che si diffuse a partire dalla fine del 165 per quasi un ventennio, mietendo milioni di vittime e riducendo drasticamente la popolazione dell'Impero romano. Qualche anno dopo la malattia, una pandemia che oggi si ritiene potesse invece essere vaiolo o morbillo, avrebbe finito per reclamare la vita dei due imperatori stessi. La malattia scoppiò di nuovo, nove anni più tardi, secondo Dione, e causò fino a 2 000 morti al giorno a Roma, infettando fino a un quarto dell'intera popolazione. I decessi totali sono stati stimati in cinque milioni.

### Unico imperatore (169–176)

#### Frontiere settentrionali (169–175)

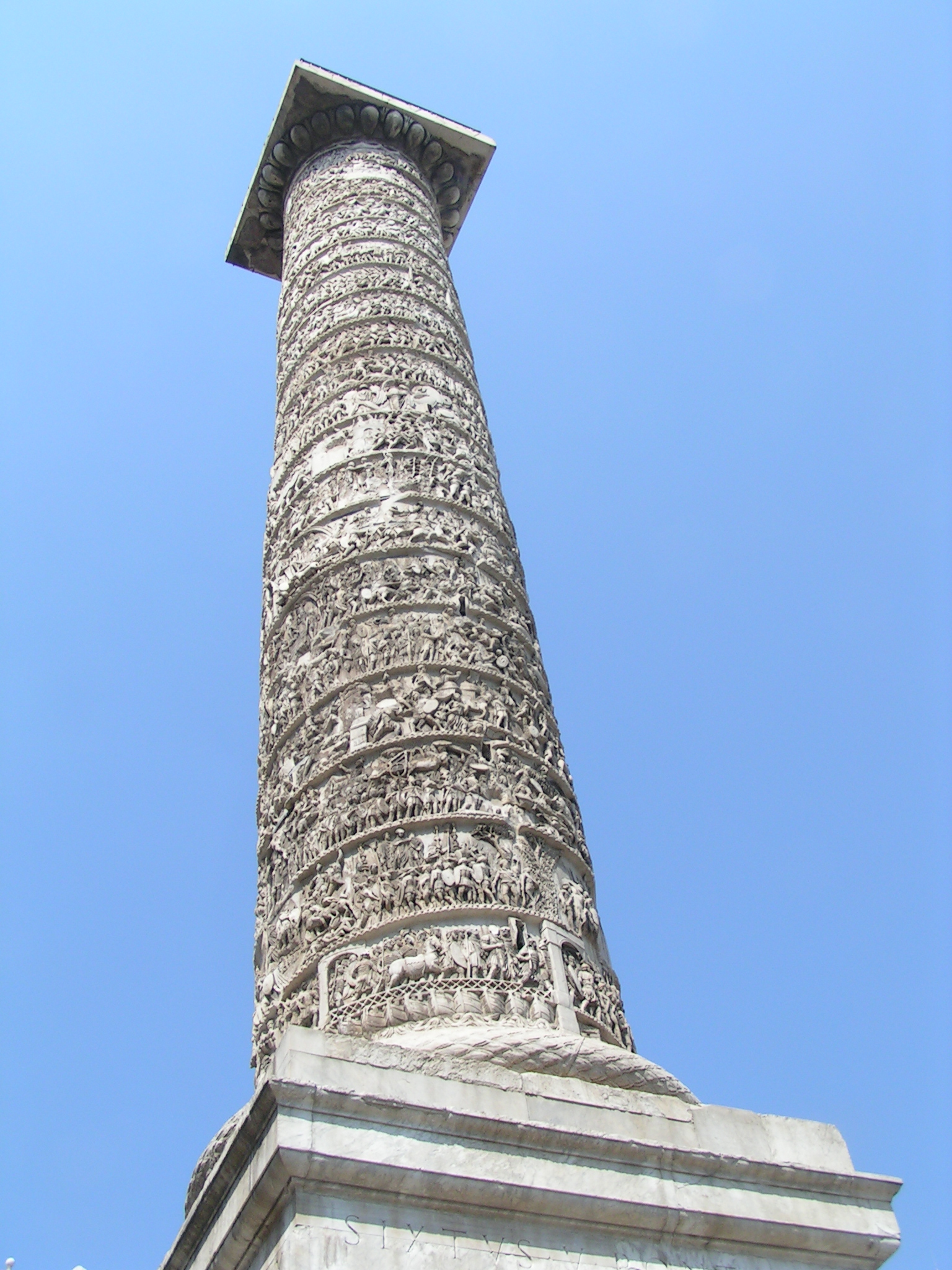
La colonna di Marco Aurelio o colonna antonina, fatta costruire dal figlio Commodo

Dopo che la morte colse Lucio agli inizi del 169 (secondo la Historia Augusta sarebbe avvenuta in seguito ad un attacco apoplettico che lo colpì non molto distante da Aquileia, mentre autori moderni sostengono che il decesso, forse causato dalla stessa peste, sopraggiunse mentre era impegnato in nuove manovre militari lungo il limes danubiano), Marco Aurelio si trovò ad affrontare da solo i barbari ribelli e con decisione, piuttosto che imporre nuove tasse ai provinciali, organizzò una vendita all'asta nel Foro di Traiano degli oggetti preziosi appartenenti al patrimonio imperiale, tra cui coppe d'oro e di cristallo, vasellame regale, vesti di seta, trapunte d'oro appartenuti anche all'augusta moglie, oltre a una raccolta di gemme trovata in un forziere di Adriano.
In quell'anno Marco diede alla figlia Lucilla, rimasta vedova di Vero, un nuovo marito, il fedele Claudio Pompeiano, un militare esperto e affidabile, premiato in seguito con il consolato, nel 173. Marco avrebbe voluto associarlo al trono, al posto dello scomparso Lucio Vero, conferendogli perlomeno il titolo di Cesare, ma egli rifiutò sempre la porpora imperiale.
Frattanto lungo il fronte settentrionale, i Romani subirono un paio di pesanti sconfitte contro le popolazioni di Quadi e Marcomanni le quali, una volta penetrate lungo la via dell'ambra e attraversate le Alpi, devastarono Opitergium (Oderzo) e assediarono Aquileia, il cuore della Venetia, la principale città romana del Nord-est dell'Italia. Questo evento provocò un'enorme impressione: era dai tempi di Mario che una popolazione barbara non assediava dei centri del Nord Italia.
Contemporaneamente la popolazione dei Costoboci, proveniente dalla zona dei Carpazi orientali, aveva invaso la Mesia e la Macedonia, spingendosi fino in Grecia, dove riuscì a saccheggiare il santuario di Eleusi. Dopo una lunga lotta, Marco riuscì a respingere gli invasori. Numerosi barbari germanici vennero allora stabiliti nelle regioni di frontiera come la Dacia, le due Pannonie, le due Germanie e la stessa Italia. E sebbene ciò non costituisse una novità, Marco si adoperò per creare sulla riva sinistra del Danubio, tra l'odierna Repubblica Ceca e l'Ungheria, due nuove province di frontiera chiamate Sarmazia e Marcomannia. Quelli che erano stati insediati a Ravenna si ribellarono e riuscirono a impadronirsi della città. Per questo motivo, Marco non portò mai più nessun altro barbaro in Italia, e mise al bando quelli che qui si erano stabiliti in precedenza.

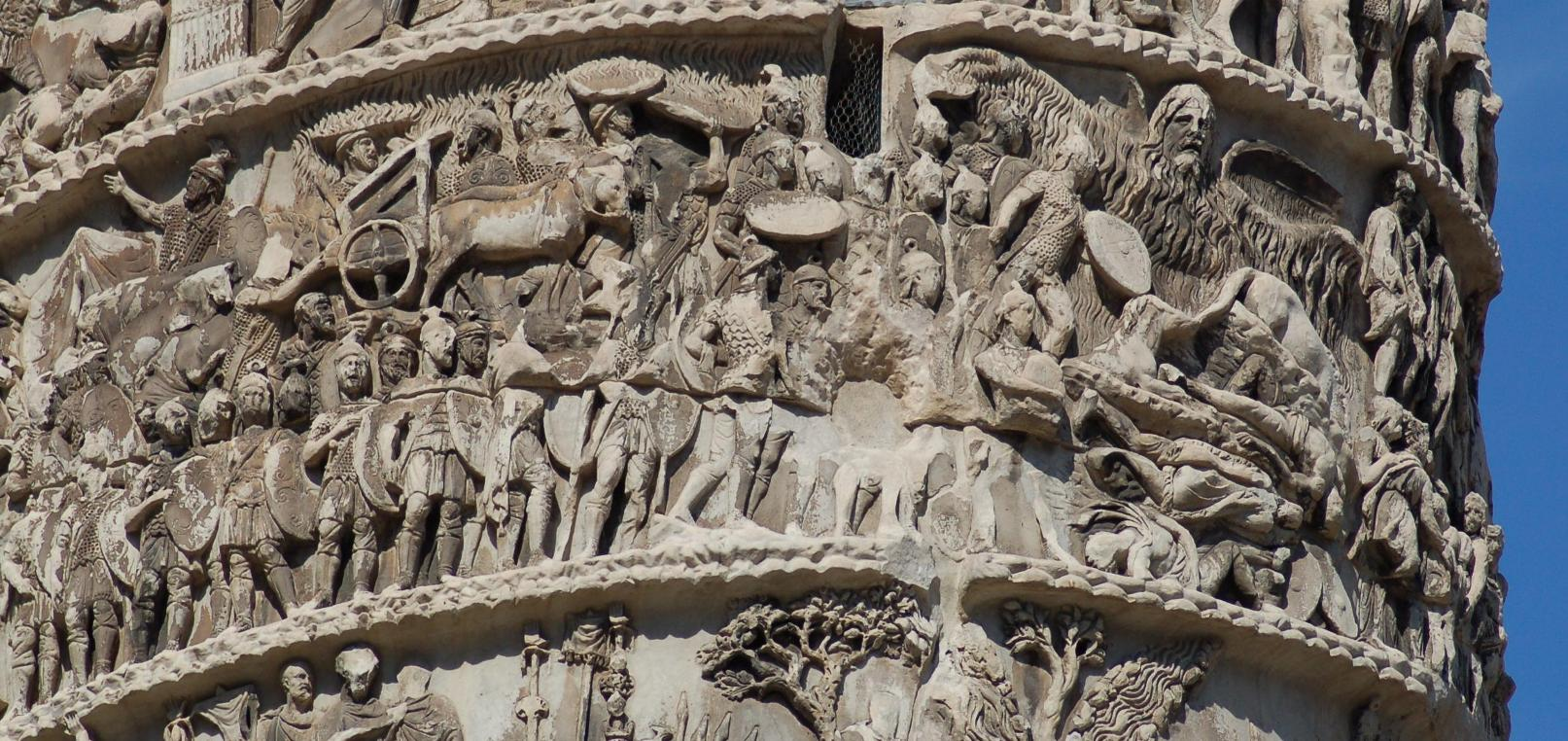
Il miracolo della pioggia

Marco fu così costretto a combattere una lunga ed estenuante guerra contro le popolazioni barbariche del Nord, prima respingendole e "ripulendo" i territori della Gallia Cisalpina, del Norico e della Rezia (170–171), poi contrattaccando con una massiccia offensiva in territorio germanico (172–173) e sarmatico (174–175), in scontri prolungatisi per diversi anni. L'imperatore, in seguito a questi conflitti, poté fregiarsi dei cognomina Germanicus (172) e Sarmaticus (175), ma contestualmente abbandonò ufficialmente i titoli Armeniaco, Medico e Partico, che non volle più tenere dopo la morte di Lucio Vero, giacché andava a quest'ultimo il merito del loro conseguimento; tuttavia egli, per via dell'impegno profuso lungo il fronte pannonico, non riuscirà più a far ritorno a Roma.
Dione e gli altri biografi raccontano anche alcuni episodi particolari della guerra, come il cosiddetto miracolo della pioggia, rappresentato anche nella scena XVI sulla colonna di Marco Aurelio. I Romani, circondati dai Quadi in territorio nemico, si salvarono a stento da un possibile nuovo disastro. L'evento fu utilizzato dagli apologeti cristiani per sostenere che non sarebbero state le preghiere dell'imperatore a ottenere la pioggia in favore dei soldati romani assetati, ma quelle di alcuni legionari di fede cristiana.
Sempre nel 172–173 scoppiò una violenta rivolta in Egitto, guidata dal sacerdote Isidoro, che arrivò a minacciare la stessa città di Alessandria. L'intervento di Gaio Avidio Cassio e le discordie interne ai rivoltosi portarono alla fine del conflitto entro breve tempo.

#### Rivolta di Cassio (175)
Nel 175, mentre preparava una nuova campagna contro le popolazioni della piana del Tibisco, l'imperatore fu raggiunto dalla notizia che il governatore della Siria, Avidio Cassio, uno dei migliori comandanti militari romani, alla falsa notizia della sua morte, si era autoproclamato imperatore. Secondo quanto ci tramandano sia Cassio Dione che la Historia Augusta, Avidio Cassio accettò la porpora imperiale per volere di Faustina, poiché la stessa credeva che Marco stesse per morire e temeva che l'impero potesse cadere nelle mani di qualcun altro, visto che Commodo era ancora troppo giovane. Cassio venne acclamato imperator dalla Legio III Gallica, mentre la gran parte delle province orientali, escluse Cappadocia e Bitinia, si schierava a fianco dei ribelli.
All'inizio Marco cercò di tenere segreta la notizia dell'usurpazione, ma quando fu costretto a renderla pubblica, di fronte all'agitazione dei soldati si rivolse loro con un discorso (adlocutio) rivelando di voler evitare inutili spargimenti di sangue tra Romani. Ma dopo soli tre mesi, quando la notizia della morte di Marco si rivelò ufficialmente falsa, il Senato romano proclamò Cassio hostis publicus, nemico dello Stato e del popolo romano e Avidio fu ucciso dai suoi stessi soldati. La testa dell'usurpatore fu portata a Marco, come testimonianza dell'uccisione, ma l'imperatore, che avrebbe voluto dimostrargli il suo perdono e salvarlo, non esultò, al contrario esclamò: Mi è stata tolta un'occasione di clemenza: la clemenza, infatti, dà soprattutto prestigio all'imperatore romano agli occhi dei popoli. Io però risparmierò i suoi figli, il genero e la moglie, lasciando metà del patrimonio paterno ai figli di Avidio Cassio, e donando una grande quantità di oro, di argento e di gemme alla figlia.

#### Viaggio in Oriente (175–176)
| Marco Aurelio: aureo                                                 | Marco Aurelio: aureo                                          |
| -------------------------------------------------------------------- | ------------------------------------------------------------- |
|                                                                      |                                                               |
| M ANTONINVS AVG GERM SARM, testa laureata con corazza e paludamentum | TR P XXX IMP VIII COS III, la Felicitas con caduceo e scettro |
| AV (7,33 g); coniato nel 176                                         |                                                               |

Nell'ultimo decennio di regno, mentre si trovava lungo i confini settentrionali imperiali, Marco scrisse i Colloqui con sé stesso, tornando di rado a Roma. Insieme alla moglie Faustina, al figlio Commodo, al seguito composto dai comites del consilium principis e a un ingente esercito, Marco visitò le province orientali nel 175–176. Partito da Sirmio nel luglio del 175, dopo essere passato per Bisanzio, Nicomedia, Prusias ad Hypium e per Ancyra, giunse a Tarso, sostando in Cilicia dove, secondo Dione, molti si erano schierati dalla parte di Avidio. Poco dopo aver passato la località di Tanya, Faustina morì in circostanze poco chiare in un villaggio di nome Halala, sito in Cappadocia ai piedi dei Monti Tauri. Cassio Dione riporta alcune versioni sulla morte dell'Augusta: una prima ipotizza il suicidio, motivato dall'aver stretto accordi per la successione con Avidio Cassio; una seconda chiama in causa la gotta; una terza vedrebbe Faustina morire di parto dopo un'ennesima gravidanza all'età di quarantacinque anni.
Dopo la morte venne divinizzata ufficialmente con degne cerimonie a Roma, per volere del Senato. L'Augusta, che aveva spesso accompagnato il marito in guerra, era stata la prima delle imperatrici romane a essere insignita del titolo di mater castrorum. Halala, il villaggio dove era morta, venne rinominato "Faustinopolis". In suo onore furono istituiti collegi di sacerdotesse e create le puellae Faustinianae, in ricordo dell'istituzione benefica sorta in memoria della madre, la moglie di Antonino Pio, istituzione che si occupava di fanciulle orfane della penisola italica. Le fonti antiche, in contrasto coi Ricordi di Marco Aurelio, spesso accusarono Faustina di dissolutezza e di aver ripetutamente tradito il marito, con marinai e gladiatori, tanto che da una di queste relazioni sarebbe nato Commodo, secondo una diceria riportata dal biografo della Historia Augusta.
Dopo questa ennesima disgrazia famigliare, il princeps ripartì per la Siria, forse fermandosi a visitare la città di Antiochia (che si era schierata con Cassio), perdonandone i suoi abitanti, e qui potrebbe avervi svernato, incontrando alcuni personaggi locali come il patriarca Giuda I. Riprese, quindi, il suo viaggio per giungere nell'estate nel 176 in Egitto, dove ricevette una delegazione dei Parti.

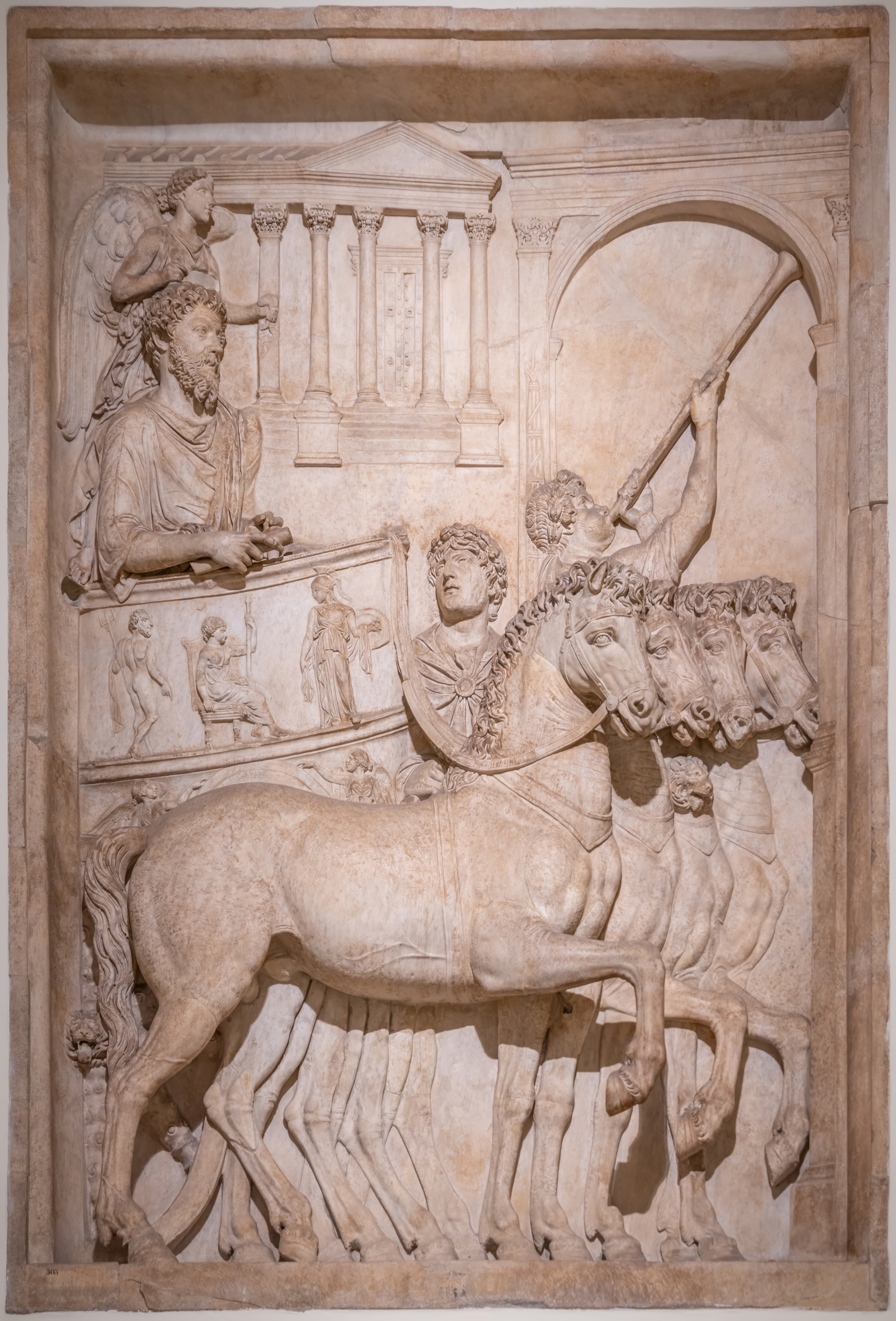
Il trionfo di Marco Aurelio

Nel viaggio di ritorno dall'Oriente, dopo essersi imbarcato per l'Asia Minore, passò per Efeso, poi Smirne (dove incontrò Elio Aristide) e, da ultimo, Atene, dove il filosofo cinico Zenone aveva fondato la scuola stoica, sotto il famoso portico dipinto, dichiarandosi "protettore della filosofia". Istituì quattro cattedre permanenti di studio, finanziandole, una per ogni principale scuola filosofica: platonici, aristotelici, epicurei e stoici. In Grecia prese parte anche ai riti dei misteri eleusini. Durante il tragitto lungo l'Asia Minore e la tappa a Atene si rivolsero a Marco Aurelio e a Commodo anche alcuni padri apologisti cristiani.

#### Governo imperiale con Commodo (176–180)
Il 27 novembre del 176, Marco decise di associare al trono imperiale il figlio Commodo, l'unico maschio superstite tra i suoi figli (dopo la morte del giovane Marco Vero Cesare e quella di alcuni nipoti), nominandolo Augusto e concedendogli la tribunicia potestas e l'imperium, benché avesse nei confronti del figlio alcune perplessità. Marco celebrò, quindi, il matrimonio di Commodo con Bruzia Crispina.
A Roma, si dedicò ad amministrare la giustizia, cercando di riparare a torti e abusi del passato; dispose la celebrazione di giochi circensi, mettendo però un limite di spesa a quelli gladiatorii. Il 23 dicembre del 176, Marco, che aveva battuto le popolazioni germaniche e sarmatiche a nord del medio corso del Danubio, ottenne per decreto del Senato romano il trionfo insieme al figlio Commodo, da poco nominato Augusto. In suo onore venne eretta una statua equestre, tuttora custodita nel Palazzo dei Conservatori.

#### Offensiva finale inMarcomanniaeSarmatia(177–180)

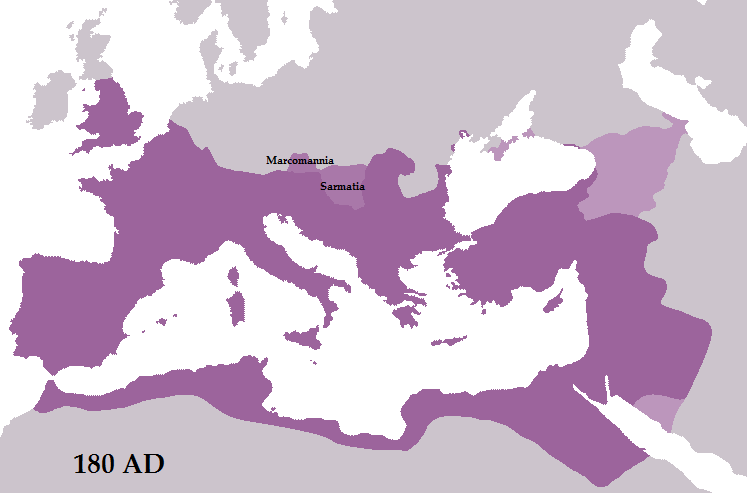
L'impero romano alla fine del regno di Marco Aurelio, nel 180

L'apparente tregua sottoscritta con le popolazioni germaniche, in particolare Marcomanni, Quadi e Iazigi, durò però solo un paio d'anni, fino al 177. Il 3 agosto del 178 Marco fu infatti costretto a marciare ancora una volta verso la frontiera danubiana, a seguito di una nuova sollevazione dei Marcomanni. Non sarebbe mai più tornato a Roma. Egli fece della fortezza legionaria di Brigetio il suo nuovo quartier generale e da qui condusse l'ultima campagna nella primavera successiva del 179, che aveva come obiettivo quello di occupare stabilmente parte della Germania Magna (Marcomannia) e della Sarmatia. Si racconta infatti che:
(Cassio Dione, 72, 20.2.)
Dopo una vittoria decisiva nel 178, il piano per annettere la Moravia e la Slovacchia occidentale (Marcomannia), per porre fine una volta per tutte alle incursioni germaniche, sembrava avviato al successo, ma venne abbandonato dopo che Marco Aurelio si ammalò gravemente nel 180, forse anch'egli colpito dalla peste che affliggeva l'impero da anni. La sua salute, da sempre fragile e in costante declino, sembra lo costringesse a fare uso anche di oppio per alleviare il dolore persistente che lo affliggeva da anni allo stomaco, rimedio prescritto dallo stesso Galeno.

#### Morte (180)
(Marco Aurelio, 12.36.)

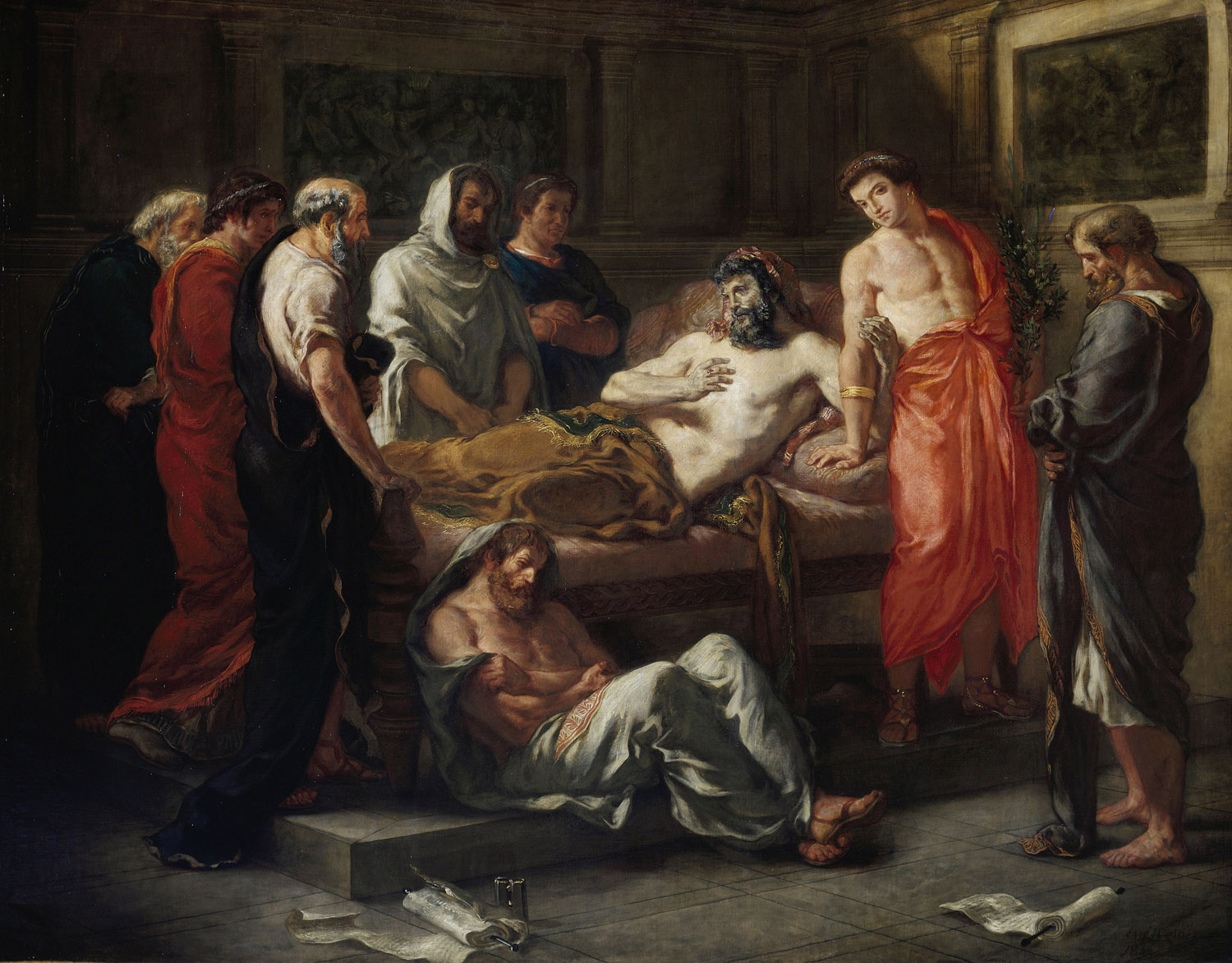
Eugène Delacroix, Ultime parole dell'imperatore Marco Aurelio, una rappresentazione moderna della morte di Marco: l'imperatore, al centro, siede a letto, circondato da amici e dignitari, e stringe il braccio di Commodo (a destra), vestito di rosso, sbarbato e abbigliato in maniera orientaleggiante, con orecchini e una corona, e che appare distante e poco interessato

Marco Aurelio morì il 17 marzo 180, secondo Aurelio Vittore nella città-accampamento di Vindobona (Vienna). Secondo invece quanto riferisce Tertulliano, uno storico e apologeta cristiano suo contemporaneo, sarebbe invece deceduto sul fronte sarmatico, non molto distante da Sirmio (odierna Sremska Mitrovica, nell'attuale Serbia), che fungeva da quartier generale invernale delle sue truppe, in vista dell'ultimo assalto. Il Birley ritiene infatti che Marco potrebbe essere morto a Bononia sul Danubio (che per assonanza ricorda la località di Vindobona), venti miglia a nord di Sirmio.
Iniziando a stare male, chiamò Commodo al capezzale e gli chiese per prima cosa di concludere onorevolmente la guerra, affinché non sembrasse che lui avesse "tradito" la Res publica. Il figlio promise che se ne sarebbe fatto carico, ma che gli interessava prima di tutto la salute del padre. Chiese pertanto di poter aspettare pochi giorni prima di partire. Marco, sentendo che i suoi giorni erano alla fine e che il dovere era stato compiuto, accettò da stoico una morte onorevole, astenendosi dal mangiare e dal bere, aggravando così la malattia per morire il più rapidamente possibile. Il sesto giorno, chiamati gli amici e deridendo le cose umane disse loro: Perché piangete per me e non pensate piuttosto alla pestilenza e alla morte comune? Se vi allontanerete da me, vi dico, precedendovi, statemi bene. Mentre anche i soldati si disperavano per lui, alla domanda su a chi affidasse il figlio, rispose ai subordinati: A voi, se ne sarà degno, e agli dèi immortali. Nel settimo giorno si aggravò e ammise brevemente solo il figlio alla sua presenza, ma quasi subito lo mandò via, per non contagiarlo. Uscito Commodo, coprì il capo come se volesse dormire, come il padre Antonino Pio, e quella notte morì. Cassio Dione aggiunge che la morte avvenne "non a causa della malattia per cui stava ancora soffrendo, ma a causa dei medici che, come ho chiaramente sentito, volevano favorire l'ascesa di Commodo", anche se secondo il Birley, "è inutile avanzare ipotesi".

#### Successione

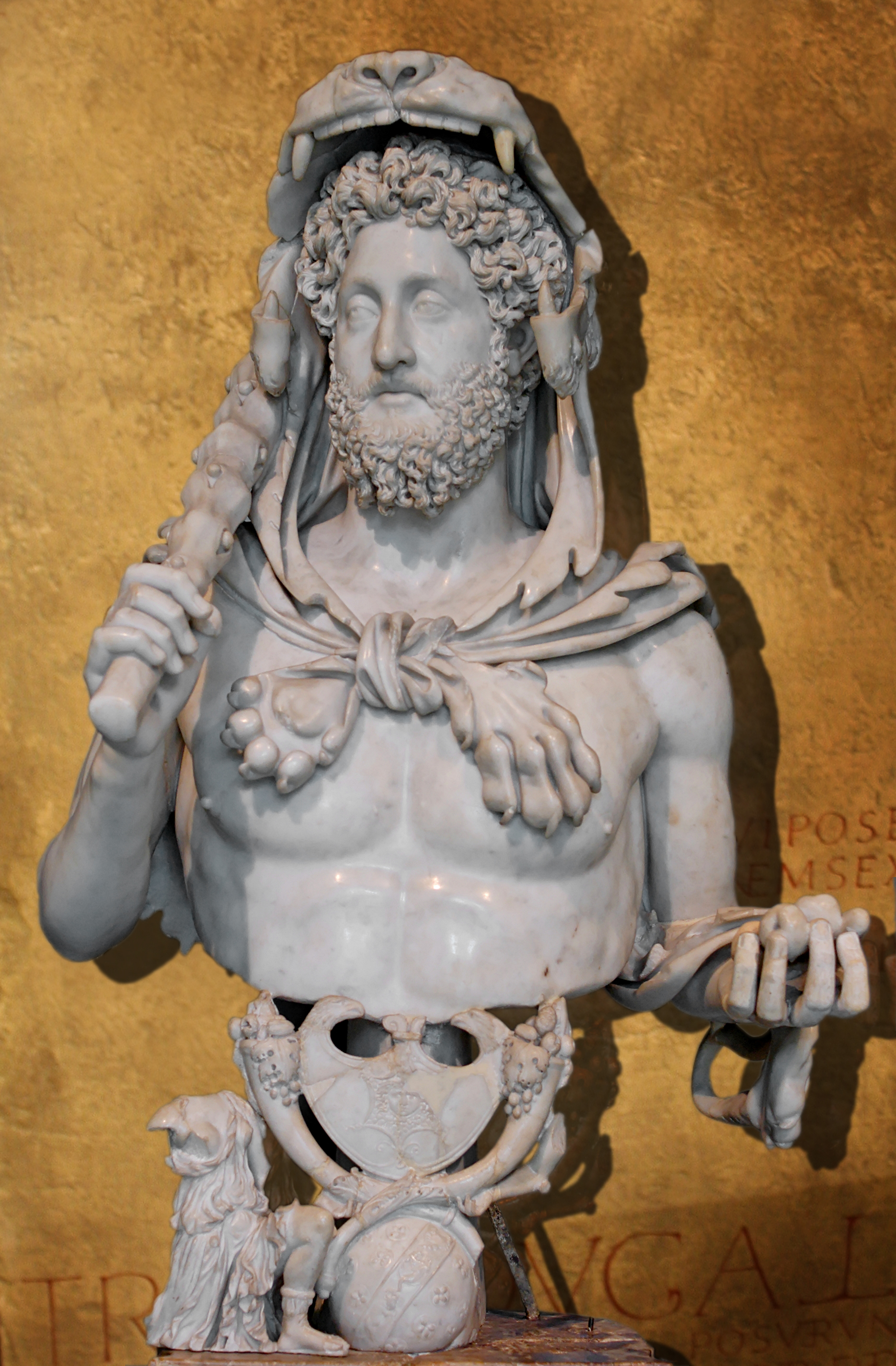
Commodo, figlio e successore di Marco Aurelio, raffigurato come Ercole

Officiato il funerale, venne cremato, e fu immediatamente divinizzato, mentre le sue ceneri furono portate a Roma e deposte nel mausoleo di Adriano, che divenne così il sepolcro di famiglia da Adriano a Commodo e, forse, anche per alcuni imperatori successivi, finché, nel 410, il sacco visigoto della città lo danneggiò gravemente. Le sue campagne vittoriose contro Germani e Sarmati furono commemorate con la costruzione della Colonna Aureliana e di un tempio.
Marco Aurelio aveva stabilito che a succedergli fosse il figlio Commodo, che già aveva nominato Cesare nel 166 e poi Augusto (co-imperatore) nel 177. Questa decisione, che mise di fatto fine alla serie dei cosiddetti "imperatori adottivi", venne fortemente criticata dagli storici successivi, poiché Commodo non solo era estraneo alla politica e all'ambiente militare, ma fu inoltre descritto, già in giovane età, come estremamente egoista e con gravi problemi psichici, appassionato in maniera eccessiva di giochi gladiatorii (a cui lui stesso prendeva parte), passione ereditata dalla madre.
Marco Aurelio riteneva, a torto, che il figlio avrebbe abbandonato quel genere di vita così poco adatto a un princeps, assumendosi le necessarie responsabilità nel governare un Impero come quello romano, ma così non fu. L'Historia Augusta ipotizza un pentimento di Marco Aurelio in punto di morte riguardo alla scelta del successore: «Taluni affermano che Marco desiderasse la morte del figlio perché sapeva che sarebbe diventato, sono parole sue, un altro Nerone, o un Caligola o un Domiziano, come in effetti avvenne».
A conclusione del principato di Marco Aurelio, Cassio Dione scrisse un elogio all'imperatore, pur descrivendo il passaggio a Commodo con dolore e rammarico: 
(Cassio Dione, 72, 36.3-4.)

## Matrimonio e discendenza
Marco Aurelio sposò sua cugina Annia Galeria Faustina, da cui ebbe almeno quattordici figli in trent'anni, incluse due coppie di gemelli. Di loro, solo un figlio e cinque figlie sopravvissero all'infanzia. 
- Domizia Faustina (147–151);
- Tito Elio Antonino (149–?), gemello di Aurelio, morì nell'infanzia;
- Tito Elio Aurelio (149–?), gemello di Antonino, morì nell'infanzia;
- Annia Aurelia Galeria Lucilla (150–182); sposò prima l'imperatore Lucio Vero e poi Tiberio Claudio Pompeiano, con discendenza da entrambi i matrimoni;
- Annia Aurelia Galeria Faustina (151–post 182); sposò Gneo Claudio Severo, con discendenza;
- Tiberio Elio Antonino (152–ante 156);
- Un figlio (?–ante 158);
- Annia Aurelia Fadilla (159–post 221); sposò Marco Peduceo Plauzio Quintillo, con discendenza;
- Annia Cornificia Faustina (160–212); sposò Marco Petronio Sura Mamertino, con discendenza;
- Tito Aurelio Fulvo Antonino (161–165), gemello maggiore di Commodo;
- Lucio Elio Aurelio Commodo (161–192), gemello minore di Fulvo Antonino,  imperatore di Roma e ultimo imperatore della dinastia antonina, sposò Bruzia Crispina, senza discendenza;
- Marco Annio Vero Cesare (162–169);
- Adriano;
- Vibia Aurelia Sabina (170–ante 217), sposò Lucio Antistio Burro, senza discendenza.

## Carattere e pensiero filosofico
(Marco Aurelio, Pensieri, II, 14)

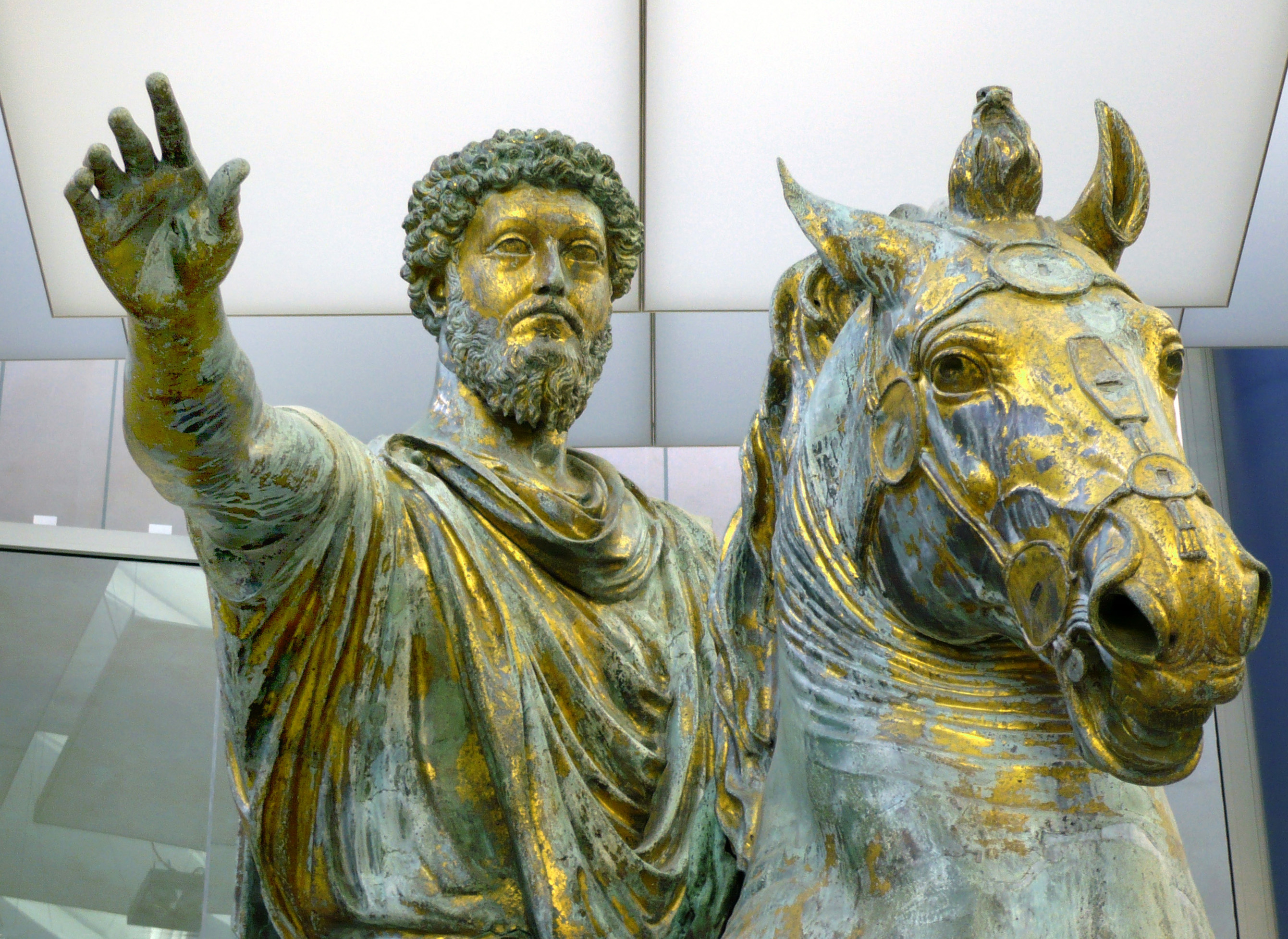
Statua equestre di Marco Aurelio (Roma, Musei capitolini)

Marco Aurelio fu l'ultimo grande esponente dello stoicismo. Tra il 170 e il 180, Marco scrisse i Colloqui con sé stesso, come esercizio per il proprio orientamento e automiglioramento. Il titolo è stato un'aggiunta postuma, originariamente Marco intitolò l'opera A sé stesso, ma non si sa se avesse intenzione di renderla pubblica. Il libro è considerato uno dei capolavori letterari e filosofici di tutti i tempi.
(Marco Aurelio, 4.49.)

## Politica religiosa e atteggiamento nei confronti dei cristiani
Sebbene Marco abbia da sempre seguito la linea indulgente degli imperatori Adriano e Antonino Pio, che continuò nei confronti dei culti ammessi, è elencato tra gli imperatori persecutori dei cristiani. Molti disordini si verificarono sotto il regno di Marco Aurelio, segnato da epidemie, carestie e invasioni e più volte le folle diedero la caccia ai cristiani, ritenuti responsabili di tutto (per aver causato la collera degli dèi, avendoli negati), e i martiri furono numerosi. Marco Aurelio, personalmente, non mostrò esplicito disprezzo per i cristiani, né li considerò un vero pericolo, ma piuttosto dei fanatici.

## Marco Aurelio nella cultura
Il prototipo di statua equestre è senza alcun dubbio la statua equestre di Marco Aurelio. In precedenza l'opera bronzea si trovava nella piazza del Campidoglio a Roma, prima di essere sostituita da una copia e trasferita nell'adiacente Palazzo dei Conservatori.

## Ascendenza
|                          |   |                                    | Genitori                      |  |  | Nonni |  |  | Bisnonni               |  |  | Trisnonni |  |
|                          |   |                                    |                               |  |  |       |  |  | Marco Annio Vero Minor |  |  | …         |  |
|                          |   |                                    |                               |  |  |       |  |  | Marco Annio Vero Minor |  |  | …         |  |
|                          |   | …                                  |                               |  |  |       |  |  | Marco Annio Vero Minor |  |  |           |  |
| Console Marco Annio Vero |   |                                    |                               |  |  |       |  |  | Marco Annio Vero Minor |  |  |           |  |
|                          |   | …                                  | …                             |  |  |       |  |  |                        |  |  |           |  |
|                          |   | …                                  | …                             |  |  |       |  |  |                        |  |  |           |  |
|                          |   | …                                  | …                             |  |  |       |  |  |                        |  |  |           |  |
| Marco Annio Vero         |   | …                                  |                               |  |  |       |  |  |                        |  |  |           |  |
|                          |   | Lucio Scribonio Rupilio Frugi Bono | …                             |  |  |       |  |  |                        |  |  |           |  |
|                          |   | Lucio Scribonio Rupilio Frugi Bono | …                             |  |  |       |  |  |                        |  |  |           |  |
|                          |   | Lucio Scribonio Rupilio Frugi Bono | …                             |  |  |       |  |  |                        |  |  |           |  |
| Rupilia Faustina         |   | Lucio Scribonio Rupilio Frugi Bono |                               |  |  |       |  |  |                        |  |  |           |  |
|                          |   | Salonina Matidia                   | Gaio Salonio Matidio Patruino |  |  |       |  |  |                        |  |  |           |  |
|                          |   | Salonina Matidia                   | Gaio Salonio Matidio Patruino |  |  |       |  |  |                        |  |  |           |  |
|                          |   | Salonina Matidia                   | Ulpia Marciana                |  |  |       |  |  |                        |  |  |           |  |
| Marco Aurelio            |   | Salonina Matidia                   |                               |  |  |       |  |  |                        |  |  |           |  |
|                          | … | …                                  |                               |  |  |       |  |  |                        |  |  |           |  |
|                          | … | …                                  |                               |  |  |       |  |  |                        |  |  |           |  |
|                          | … | …                                  |                               |  |  |       |  |  |                        |  |  |           |  |
| Tullio Domizio Calvisio  | … |                                    |                               |  |  |       |  |  |                        |  |  |           |  |
|                          |   | …                                  | …                             |  |  |       |  |  |                        |  |  |           |  |
|                          |   | …                                  | …                             |  |  |       |  |  |                        |  |  |           |  |
|                          |   | …                                  | …                             |  |  |       |  |  |                        |  |  |           |  |
| Domizia Lucilla          |   | …                                  |                               |  |  |       |  |  |                        |  |  |           |  |
|                          |   | …                                  | …                             |  |  |       |  |  |                        |  |  |           |  |
|                          |   | …                                  | …                             |  |  |       |  |  |                        |  |  |           |  |
|                          |   | …                                  | …                             |  |  |       |  |  |                        |  |  |           |  |
| Domitia Lucilla Maggiore |   | …                                  |                               |  |  |       |  |  |                        |  |  |           |  |
|                          |   | …                                  | …                             |  |  |       |  |  |                        |  |  |           |  |
|                          |   | …                                  | …                             |  |  |       |  |  |                        |  |  |           |  |
|                          |   | …                                  | …                             |  |  |       |  |  |                        |  |  |           |  |
|                          |   | …                                  |                               |  |  |       |  |  |                        |  |  |           |  |